# Llista d'asteroides (368001-369000)
Llista d'asteroides del 368.001 al 369.000, amb data de descoberta i descobridor. És un fragment de la llista d'asteroides completa. Als asteroides se'ls dona un número quan es confirma la seva òrbita, per tant apareixen llistats aproximadament segons la data de descobriment.

## 368001-368100
| Nom    | Designació provisional | Data de descobriment   | Lloc de descobriment | Descobridor/s            |
| ------ | ---------------------- | ---------------------- | -------------------- | ------------------------ |
| 368001 | 2012 FT44              | 29 de setembre de 2003 | Kitt Peak            | Spacewatch               |
| 368002 | 2012 FU44              | 27 de gener de 2006    | Mount Lemmon         | Mt. Lemmon Survey        |
| 368003 | 2012 FT45              | 26 de gener de 2006    | Mount Lemmon         | Mt. Lemmon Survey        |
| 368004 | 2012 FB53              | 24 d'octubre de 2005   | Kitt Peak            | Spacewatch               |
| 368005 | 2012 FS53              | 16 de novembre de 2009 | Mount Lemmon         | Mt. Lemmon Survey        |
| 368006 | 2012 FQ56              | 29 de setembre de 2005 | Mount Lemmon         | Mt. Lemmon Survey        |
| 368007 | 2012 FL58              | 24 de març de 2003     | Kitt Peak            | Spacewatch               |
| 368008 | 2012 FT58              | 31 de desembre de 2002 | Kitt Peak            | Spacewatch               |
| 368009 | 2012 FA59              | 18 de desembre de 2001 | Socorro              | LINEAR                   |
| 368010 | 2012 FW59              | 26 de febrer de 2007   | Kitt Peak            | Spacewatch               |
| 368011 | 2012 FX61              | 17 de novembre de 1998 | Kitt Peak            | Spacewatch               |
| 368012 | 2012 FS63              | 22 de desembre de 2005 | Kitt Peak            | Spacewatch               |
| 368013 | 2012 FB66              | 30 d'octubre de 2005   | Kitt Peak            | Spacewatch               |
| 368014 | 2012 FX66              | 28 de març de 2008     | Mount Lemmon         | Mt. Lemmon Survey        |
| 368015 | 2012 FW69              | 27 d'octubre de 2005   | Kitt Peak            | Spacewatch               |
| 368016 | 2012 FL70              | 3 de novembre de 2010  | Mount Lemmon         | Mt. Lemmon Survey        |
| 368017 | 2012 FV71              | 9 de gener de 2006     | Kitt Peak            | Spacewatch               |
| 368018 | 2012 FB72              | 11 de març de 2003     | Kitt Peak            | Spacewatch               |
| 368019 | 2012 FW76              | 24 de març de 2003     | Kitt Peak            | Spacewatch               |
| 368020 | 2012 FM77              | 27 d'agost de 2000     | Cerro Tololo         | M. W. Buie               |
| 368021 | 2012 FW77              | 10 de gener de 2000    | Kitt Peak            | Spacewatch               |
| 368022 | 2012 FL80              | 8 de gener de 2006     | Catalina             | CSS                      |
| 368023 | 2012 FM80              | 23 de setembre de 2005 | Kitt Peak            | Spacewatch               |
| 368024 | 2012 FR82              | 11 d'octubre de 2005   | Kitt Peak            | Spacewatch               |
| 368025 | 2012 GS2               | 22 de setembre de 2003 | Kitt Peak            | Spacewatch               |
| 368026 | 2012 GJ7               | 31 d'octubre de 2005   | Mount Lemmon         | Mt. Lemmon Survey        |
| 368027 | 2012 GD19              | 23 de gener de 2006    | Kitt Peak            | Spacewatch               |
| 368028 | 2012 GM19              | 23 de gener de 2006    | Kitt Peak            | Spacewatch               |
| 368029 | 2012 GX19              | 9 d'abril de 2003      | Palomar              | NEAT                     |
| 368030 | 2012 GX27              | 18 de desembre de 2004 | Mount Lemmon         | Mt. Lemmon Survey        |
| 368031 | 2012 GG30              | 18 d'agost de 2009     | Kitt Peak            | Spacewatch               |
| 368032 | 2012 GT30              | 15 de setembre de 2010 | Kitt Peak            | Spacewatch               |
| 368033 | 2012 GJ33              | 30 d'octubre de 2005   | Mount Lemmon         | Mt. Lemmon Survey        |
| 368034 | 2012 GK34              | 27 d'abril de 2001     | Kitt Peak            | Spacewatch               |
| 368035 | 2012 GW34              | 17 de setembre de 2003 | Kitt Peak            | Spacewatch               |
| 368036 | 2012 GP38              | 22 de novembre de 2009 | Catalina             | CSS                      |
| 368037 | 2012 HD4               | 20 d'agost de 2003     | Campo Imperatore     | CINEOS                   |
| 368038 | 2012 HJ5               | 11 d'abril de 2007     | Kitt Peak            | Spacewatch               |
| 368039 | 2012 HS8               | 23 de novembre de 2009 | Mount Lemmon         | Mt. Lemmon Survey        |
| 368040 | 2012 HY8               | 13 de desembre de 1999 | Kitt Peak            | Spacewatch               |
| 368041 | 2012 HG11              | 11 de gener de 2011    | Mount Lemmon         | Mt. Lemmon Survey        |
| 368042 | 2012 HW12              | 15 de gener de 2005    | Kitt Peak            | Spacewatch               |
| 368043 | 2012 HK21              | 31 de març de 2003     | Kitt Peak            | Spacewatch               |
| 368044 | 2012 HP21              | 12 de desembre de 2004 | Kitt Peak            | Spacewatch               |
| 368045 | 2012 HM25              | 10 de gener de 2011    | Catalina             | CSS                      |
| 368046 | 2012 HR26              | 27 de setembre de 2003 | Kitt Peak            | Spacewatch               |
| 368047 | 2012 HS26              | 12 d'abril de 1999     | Kitt Peak            | Spacewatch               |
| 368048 | 2012 HJ27              | 2 d'octubre de 2009    | Mount Lemmon         | Mt. Lemmon Survey        |
| 368049 | 2012 HR31              | 25 de febrer de 2007   | Mount Lemmon         | Mt. Lemmon Survey        |
| 368050 | 2012 HS31              | 21 de febrer de 2003   | Palomar              | NEAT                     |
| 368051 | 2012 HK36              | 5 de setembre de 2008  | Kitt Peak            | Spacewatch               |
| 368052 | 2012 HB37              | 9 de juny de 2007      | Catalina             | CSS                      |
| 368053 | 2012 HM42              | 27 de gener de 2007    | Mount Lemmon         | Mt. Lemmon Survey        |
| 368054 | 2012 HH43              | 19 d'octubre de 2000   | Kitt Peak            | Spacewatch               |
| 368055 | 2012 HF45              | 22 de març de 1996     | Kitt Peak            | Spacewatch               |
| 368056 | 2012 HB51              | 11 de maig de 2007     | Kitt Peak            | Spacewatch               |
| 368057 | 2012 HH53              | 4 de novembre de 2005  | Mount Lemmon         | Mt. Lemmon Survey        |
| 368058 | 2012 HK57              | 14 de desembre de 2001 | Socorro              | LINEAR                   |
| 368059 | 2012 HX58              | 11 de març de 2007     | Kitt Peak            | Spacewatch               |
| 368060 | 2012 HN62              | 23 de maig de 2003     | Kitt Peak            | Spacewatch               |
| 368061 | 2012 HZ63              | 24 d'octubre de 2005   | Mauna Kea            | A. Boattini              |
| 368062 | 2012 HG66              | 3 de desembre de 2004  | Anderson Mesa        | LONEOS                   |
| 368063 | 2012 HE69              | 24 d'octubre de 2003   | Apache Point         | Sloan Digital Sky Survey |
| 368064 | 2012 HE72              | 10 de febrer de 2002   | Socorro              | LINEAR                   |
| 368065 | 2012 HH75              | 5 de novembre de 2010  | Mount Lemmon         | Mt. Lemmon Survey        |
| 368066 | 2012 JU3               | 28 de gener de 2007    | Catalina             | CSS                      |
| 368067 | 2012 JU5               | 1 de març de 2011      | Kitt Peak            | Spacewatch               |
| 368068 | 2012 JL8               | 28 de setembre de 1997 | Kitt Peak            | Spacewatch               |
| 368069 | 2012 JB14              | 2 d'abril de 1995      | Kitt Peak            | Spacewatch               |
| 368070 | 2012 JF41              | 22 d'octubre de 2003   | Anderson Mesa        | LONEOS                   |
| 368071 | 2012 JP58              | 25 de novembre de 2005 | Catalina             | CSS                      |
| 368072 | 2012 JS59              | 18 d'octubre de 2009   | Mount Lemmon         | Mt. Lemmon Survey        |
| 368073 | 2012 KP                | 10 de novembre de 2009 | Kitt Peak            | Spacewatch               |
| 368074 | 2012 KB14              | 18 d'agost de 2009     | Kitt Peak            | Spacewatch               |
| 368075 | 2012 KV14              | 27 de desembre de 1999 | Kitt Peak            | Spacewatch               |
| 368076 | 2012 KM32              | 9 de maig de 2007      | Kitt Peak            | Spacewatch               |
| 368077 | 2012 KZ46              | 29 de juliol de 2000   | Anderson Mesa        | LONEOS                   |
| 368078 | 2012 LB8               | 20 de maig de 2005     | Mount Lemmon         | Mt. Lemmon Survey        |
| 368079 | 2012 MR                | 10 d'abril de 2005     | Kitt Peak            | Spacewatch               |
| 368080 | 2012 MZ15              | 4 d'octubre de 1996    | Kitt Peak            | Spacewatch               |
| 368081 | 2012 QG14              | 26 d'octubre de 2008   | Kitt Peak            | Spacewatch               |
| 368082 | 2012 RR11              | 19 d'agost de 2006     | Kitt Peak            | Spacewatch               |
| 368083 | 2012 ST64              | 20 de setembre de 2003 | Palomar              | NEAT                     |
| 368084 | 2012 TL226             | 8 de gener de 2010     | Mount Lemmon         | Mt. Lemmon Survey        |
| 368085 | 2012 TE296             | 25 de març de 2010     | Mount Lemmon         | Mt. Lemmon Survey        |
| 368086 | 2012 TE297             | 26 d'octubre de 2001   | Kitt Peak            | Spacewatch               |
| 368087 | 2012 UM112             | 18 de desembre de 2004 | Mount Lemmon         | Mt. Lemmon Survey        |
| 368088 | 2012 US130             | 6 d'abril de 2011      | Kitt Peak            | Spacewatch               |
| 368089 | 2012 VF33              | 23 de setembre de 2001 | Kitt Peak            | Spacewatch               |
| 368090 | 2012 XT118             | 20 d'octubre de 2007   | Mount Lemmon         | Mt. Lemmon Survey        |
| 368091 | 2012 XC140             | 19 de gener de 2004    | Kitt Peak            | Spacewatch               |
| 368092 | 2013 AK4               | 17 de maig de 2010     | WISE                 | WISE                     |
| 368093 | 2013 AN29              | 8 de novembre de 2007  | Kitt Peak            | Spacewatch               |
| 368094 | 2013 AR42              | 3 de març de 2006      | Catalina             | CSS                      |
| 368095 | 2013 AF44              | 26 de març de 2003     | Kitt Peak            | Spacewatch               |
| 368096 | 2013 AP64              | 10 de desembre de 2004 | Socorro              | LINEAR                   |
| 368097 | 2013 BN                | 2 de novembre de 2010  | Mount Lemmon         | Mt. Lemmon Survey        |
| 368098 | 2013 BP70              | 6 de juny de 2010      | ESA OGS              | ESA OGS                  |
| 368099 | 2013 CP                | 16 de juny de 2010     | WISE                 | WISE                     |
| 368100 | 2013 CU1               | 2 de maig de 2010      | WISE                 | WISE                     |

## 368101-368200
| Nom    | Designació provisional | Data de descobriment   | Lloc de descobriment | Descobridor/s            |
| ------ | ---------------------- | ---------------------- | -------------------- | ------------------------ |
| 368101 | 2013 CF9               | 24 de juliol de 2003   | Palomar              | NEAT                     |
| 368102 | 2013 CW191             | 30 de juliol de 2008   | Kitt Peak            | Spacewatch               |
| 368103 | 2013 EN                | 3 de maig de 2005      | Kitt Peak            | Deep Lens Survey         |
| 368104 | 2013 EK86              | 6 d'octubre de 1999    | Socorro              | LINEAR                   |
| 368105 | 2013 EZ105             | 7 d'abril de 2002      | Cerro Tololo         | M. W. Buie               |
| 368106 | 2013 EE121             | 10 de març de 2002     | Kitt Peak            | Spacewatch               |
| 368107 | 2013 FJ14              | 15 de novembre de 1995 | Kitt Peak            | Spacewatch               |
| 368108 | 2013 GE19              | 26 de setembre de 2000 | Haleakala            | NEAT                     |
| 368109 | 2013 GX36              | 14 d'octubre de 2010   | Mount Lemmon         | Mt. Lemmon Survey        |
| 368110 | 2013 GA39              | 23 de febrer de 2007   | Kitt Peak            | Spacewatch               |
| 368111 | 2013 GV39              | 3 de febrer de 2008    | Catalina             | CSS                      |
| 368112 | 2013 GK52              | 16 de març de 2007     | Catalina             | CSS                      |
| 368113 | 2013 GS56              | 22 d'octubre de 2006   | Catalina             | CSS                      |
| 368114 | 2013 GP70              | 20 de setembre de 2003 | Kitt Peak            | Spacewatch               |
| 368115 | 2013 GQ79              | 11 de desembre de 2004 | Bergisch Gladbac     | W. Bickel                |
| 368116 | 2013 GU92              | 28 de maig de 2000     | Socorro              | LINEAR                   |
| 368117 | 2013 GY100             | 7 d'octubre de 2004    | Socorro              | LINEAR                   |
| 368118 | 2013 GQ110             | 23 d'abril de 2004     | Siding Spring        | Siding Spring Survey     |
| 368119 | 2013 GC114             | 3 de juliol de 2005    | Palomar              | NEAT                     |
| 368120 | 2013 GM116             | 6 de desembre de 2005  | Kitt Peak            | Spacewatch               |
| 368121 | 2013 GL130             | 27 de febrer de 2009   | Catalina             | CSS                      |
| 368122 | 2013 GW130             | 4 d'octubre de 2007    | Catalina             | CSS                      |
| 368123 | 2013 HB4               | 25 d'octubre de 2005   | Kitt Peak            | Spacewatch               |
| 368124 | 2013 HQ18              | 12 d'abril de 2004     | Catalina             | CSS                      |
| 368125 | 2013 HM21              | 16 d'agost de 2006     | Siding Spring        | Siding Spring Survey     |
| 368126 | 2013 JH8               | 21 d'agost de 2006     | Kitt Peak            | Spacewatch               |
| 368127 | 2013 JO15              | 13 de setembre de 2005 | Catalina             | CSS                      |
| 368128 | 2013 JF18              | 6 de juny de 2001      | Palomar              | NEAT                     |
| 368129 | 2013 JL32              | 21 d'octubre de 2003   | Socorro              | LINEAR                   |
| 368130 | 2013 JM32              | 28 de setembre de 2000 | Socorro              | LINEAR                   |
| 368131 | 2013 JH35              | 17 de març de 2004     | Catalina             | CSS                      |
| 368132 | 2013 JL35              | 18 de setembre de 2010 | Mount Lemmon         | Mt. Lemmon Survey        |
| 368133 | 2013 JZ36              | 18 de novembre de 2006 | Kitt Peak            | Spacewatch               |
| 368134 | 2013 JM37              | 18 de gener de 2009    | Kitt Peak            | Spacewatch               |
| 368135 | 2013 JU37              | 30 d'abril de 2008     | Mount Lemmon         | Mt. Lemmon Survey        |
| 368136 | 2013 JW39              | 22 de desembre de 2005 | Kitt Peak            | Spacewatch               |
| 368137 | 2013 KA1               | 23 d'octubre de 2001   | Socorro              | LINEAR                   |
| 368138 | 2013 KW6               | 8 de juny de 2004      | Kitt Peak            | Spacewatch               |
| 368139 | 2013 KN13              | 17 de desembre de 2007 | Kitt Peak            | Spacewatch               |
| 368140 | 2013 KV13              | 25 de desembre de 1995 | Kitt Peak            | Spacewatch               |
| 368141 | 2013 LC5               | 6 de novembre de 2010  | Mount Lemmon         | Mt. Lemmon Survey        |
| 368142 | 2013 LF12              | 11 de març de 2007     | Kitt Peak            | Spacewatch               |
| 368143 | 2013 LW13              | 5 de gener de 2000     | Socorro              | LINEAR                   |
| 368144 | 2013 LZ15              | 13 de febrer de 2004   | Anderson Mesa        | LONEOS                   |
| 368145 | 2013 LG17              | 21 de març de 1999     | Apache Point         | Sloan Digital Sky Survey |
| 368146 | 2013 LD21              | 17 de maig de 2002     | Kitt Peak            | Spacewatch               |
| 368147 | 2013 LM21              | 4 de novembre de 2004  | Kitt Peak            | Spacewatch               |
| 368148 | 2013 LV21              | 31 d'octubre de 2010   | Mount Lemmon         | Mt. Lemmon Survey        |
| 368149 | 2013 LX22              | 11 de gener de 2002    | Kitt Peak            | Spacewatch               |
| 368150 | 1992 DC                | 26 de febrer de 1992   | Palomar              | C. S. Shoemaker          |
| 368151 | 1995 SO12              | 18 de setembre de 1995 | Kitt Peak            | Spacewatch               |
| 368152 | 1995 SF15              | 18 de setembre de 1995 | Kitt Peak            | Spacewatch               |
| 368153 | 1995 UX1               | 22 d'octubre de 1995   | Modra                | Modra                    |
| 368154 | 1997 WS10              | 22 de novembre de 1997 | Kitt Peak            | Spacewatch               |
| 368155 | 1998 BS29              | 25 de gener de 1998    | Kitt Peak            | Spacewatch               |
| 368156 | 1998 OL3               | 23 de juliol de 1998   | Caussols             | ODAS                     |
| 368157 | 1998 RM44              | 14 de setembre de 1998 | Socorro              | LINEAR                   |
| 368158 | 1998 SE53              | 30 de setembre de 1998 | Kitt Peak            | Spacewatch               |
| 368159 | 1998 XO23              | 11 de desembre de 1998 | Kitt Peak            | Spacewatch               |
| 368160 | 1999 HW2               | 20 d'abril de 1999     | Socorro              | LINEAR                   |
| 368161 | 1999 RU23              | 4 de setembre de 1999  | Anderson Mesa        | LONEOS                   |
| 368162 | 1999 RU67              | 7 de setembre de 1999  | Socorro              | LINEAR                   |
| 368163 | 1999 RE198             | 9 de setembre de 1999  | Socorro              | LINEAR                   |
| 368164 | 1999 RR208             | 8 de setembre de 1999  | Socorro              | LINEAR                   |
| 368165 | 1999 UF34              | 31 d'octubre de 1999   | Kitt Peak            | Spacewatch               |
| 368166 | 1999 UE38              | 17 d'octubre de 1999   | Kitt Peak            | Spacewatch               |
| 368167 | 1999 VV65              | 4 de novembre de 1999  | Socorro              | LINEAR                   |
| 368168 | 1999 VA106             | 9 de novembre de 1999  | Socorro              | LINEAR                   |
| 368169 | 1999 VS128             | 9 de novembre de 1999  | Kitt Peak            | Spacewatch               |
| 368170 | 1999 VX175             | 1 de novembre de 1999  | Catalina             | CSS                      |
| 368171 | 1999 XZ5               | 4 de desembre de 1999  | Catalina             | CSS                      |
| 368172 | 1999 XJ147             | 7 de desembre de 1999  | Kitt Peak            | Spacewatch               |
| 368173 | 2000 AW43              | 2 de gener de 2000     | Kitt Peak            | Spacewatch               |
| 368174 | 2000 AT215             | 7 de gener de 2000     | Kitt Peak            | Spacewatch               |
| 368175 | 2000 BO10              | 28 de gener de 2000    | Kitt Peak            | Spacewatch               |
| 368176 | 2000 BQ12              | 28 de gener de 2000    | Kitt Peak            | Spacewatch               |
| 368177 | 2000 DA117             | 25 de febrer de 2000   | Kitt Peak            | Spacewatch               |
| 368178 | 2000 KW9               | 28 de maig de 2000     | Socorro              | LINEAR                   |
| 368179 | 2000 QM163             | 31 d'agost de 2000     | Socorro              | LINEAR                   |
| 368180 | 2000 RD14              | 1 de setembre de 2000  | Socorro              | LINEAR                   |
| 368181 | 2000 RR14              | 1 de setembre de 2000  | Socorro              | LINEAR                   |
| 368182 | 2000 RJ16              | 1 de setembre de 2000  | Socorro              | LINEAR                   |
| 368183 | 2000 RC63              | 2 de setembre de 2000  | Socorro              | LINEAR                   |
| 368184 | 2000 RN77              | 8 de setembre de 2000  | Socorro              | LINEAR                   |
| 368185 | 2000 RU97              | 5 de setembre de 2000  | Anderson Mesa        | LONEOS                   |
| 368186 | 2000 SU19              | 23 de setembre de 2000 | Socorro              | LINEAR                   |
| 368187 | 2000 SV51              | 23 de setembre de 2000 | Socorro              | LINEAR                   |
| 368188 | 2000 SZ72              | 24 de setembre de 2000 | Socorro              | LINEAR                   |
| 368189 | 2000 SX133             | 5 de setembre de 2000  | Anderson Mesa        | LONEOS                   |
| 368190 | 2000 SV184             | 20 de setembre de 2000 | Haleakala            | NEAT                     |
| 368191 | 2000 SW246             | 23 de setembre de 2000 | Anderson Mesa        | LONEOS                   |
| 368192 | 2000 UU24              | 24 d'octubre de 2000   | Socorro              | LINEAR                   |
| 368193 | 2000 UZ64              | 25 d'octubre de 2000   | Socorro              | LINEAR                   |
| 368194 | 2000 WO4               | 19 de novembre de 2000 | Socorro              | LINEAR                   |
| 368195 | 2000 WU197             | 21 de novembre de 2000 | Socorro              | LINEAR                   |
| 368196 | 2000 YM                | 16 de desembre de 2000 | Socorro              | LINEAR                   |
| 368197 | 2000 YZ54              | 30 de desembre de 2000 | Socorro              | LINEAR                   |
| 368198 | 2001 BY29              | 30 de desembre de 2000 | Socorro              | LINEAR                   |
| 368199 | 2001 DE18              | 16 de febrer de 2001   | Socorro              | LINEAR                   |
| 368200 | 2001 FB139             | 21 de març de 2001     | Haleakala            | NEAT                     |

## 368201-368300
| Nom    | Designació provisional | Data de descobriment   | Lloc de descobriment | Descobridor/s            |
| ------ | ---------------------- | ---------------------- | -------------------- | ------------------------ |
| 368201 | 2001 FV173             | 21 de març de 2001     | Kitt Peak            | Spacewatch               |
| 368202 | 2001 HJ19              | 24 d'abril de 2001     | Kitt Peak            | Spacewatch               |
| 368203 | 2001 KO2               | 21 de maig de 2001     | Haleakala            | NEAT                     |
| 368204 | 2001 MO31              | 22 d'octubre de 2008   | Mount Lemmon         | Mt. Lemmon Survey        |
| 368205 | 2001 PU45              | 12 d'agost de 2001     | Palomar              | NEAT                     |
| 368206 | 2001 QG151             | 23 d'agost de 2001     | Socorro              | LINEAR                   |
| 368207 | 2001 QG259             | 25 d'agost de 2001     | Socorro              | LINEAR                   |
| 368208 | 2001 QH333             | 19 d'agost de 2001     | Socorro              | LINEAR                   |
| 368209 | 2001 RG5               | 8 de setembre de 2001  | Socorro              | LINEAR                   |
| 368210 | 2001 RK10              | 10 de setembre de 2001 | Socorro              | LINEAR                   |
| 368211 | 2001 RT14              | 10 de setembre de 2001 | Socorro              | LINEAR                   |
| 368212 | 2001 RA23              | 7 de setembre de 2001  | Socorro              | LINEAR                   |
| 368213 | 2001 RG40              | 10 de setembre de 2001 | Socorro              | LINEAR                   |
| 368214 | 2001 RR42              | 11 de setembre de 2001 | Socorro              | LINEAR                   |
| 368215 | 2001 SR93              | 20 de setembre de 2001 | Socorro              | LINEAR                   |
| 368216 | 2001 SR150             | 17 de setembre de 2001 | Socorro              | LINEAR                   |
| 368217 | 2001 SP172             | 16 de setembre de 2001 | Socorro              | LINEAR                   |
| 368218 | 2001 ST349             | 19 de setembre de 2001 | Socorro              | LINEAR                   |
| 368219 | 2001 SM353             | 22 de setembre de 2001 | Anderson Mesa        | LONEOS                   |
| 368220 | 2001 TW25              | 14 d'octubre de 2001   | Socorro              | LINEAR                   |
| 368221 | 2001 TF80              | 13 d'octubre de 2001   | Socorro              | LINEAR                   |
| 368222 | 2001 TU83              | 14 d'octubre de 2001   | Socorro              | LINEAR                   |
| 368223 | 2001 TR89              | 14 d'octubre de 2001   | Socorro              | LINEAR                   |
| 368224 | 2001 TA118             | 15 d'octubre de 2001   | Socorro              | LINEAR                   |
| 368225 | 2001 TE159             | 11 d'octubre de 2001   | Palomar              | NEAT                     |
| 368226 | 2001 TY161             | 11 d'octubre de 2001   | Palomar              | NEAT                     |
| 368227 | 2001 TG168             | 15 d'octubre de 2001   | Socorro              | LINEAR                   |
| 368228 | 2001 TP204             | 11 d'octubre de 2001   | Socorro              | LINEAR                   |
| 368229 | 2001 TV217             | 14 d'octubre de 2001   | Kitt Peak            | Spacewatch               |
| 368230 | 2001 TJ237             | 8 d'octubre de 2001    | Palomar              | NEAT                     |
| 368231 | 2001 UR16              | 21 d'octubre de 2001   | Socorro              | LINEAR                   |
| 368232 | 2001 UY37              | 17 d'octubre de 2001   | Socorro              | LINEAR                   |
| 368233 | 2001 UK52              | 17 d'octubre de 2001   | Socorro              | LINEAR                   |
| 368234 | 2001 UL57              | 17 d'octubre de 2001   | Socorro              | LINEAR                   |
| 368235 | 2001 UJ96              | 20 de setembre de 2001 | Socorro              | LINEAR                   |
| 368236 | 2001 UZ96              | 17 d'octubre de 2001   | Socorro              | LINEAR                   |
| 368237 | 2001 UZ114             | 22 d'octubre de 2001   | Socorro              | LINEAR                   |
| 368238 | 2001 UO133             | 21 d'octubre de 2001   | Socorro              | LINEAR                   |
| 368239 | 2001 UP134             | 21 d'octubre de 2001   | Socorro              | LINEAR                   |
| 368240 | 2001 UX157             | 23 d'octubre de 2001   | Socorro              | LINEAR                   |
| 368241 | 2001 UY221             | 24 d'octubre de 2001   | Socorro              | LINEAR                   |
| 368242 | 2001 VN10              | 10 de novembre de 2001 | Socorro              | LINEAR                   |
| 368243 | 2001 VQ11              | 10 de novembre de 2001 | Socorro              | LINEAR                   |
| 368244 | 2001 VJ105             | 12 de novembre de 2001 | Socorro              | LINEAR                   |
| 368245 | 2001 VJ110             | 12 de novembre de 2001 | Socorro              | LINEAR                   |
| 368246 | 2001 WE55              | 19 de novembre de 2001 | Socorro              | LINEAR                   |
| 368247 | 2001 WT65              | 20 de novembre de 2001 | Socorro              | LINEAR                   |
| 368248 | 2001 WU100             | 16 de novembre de 2001 | Kitt Peak            | Spacewatch               |
| 368249 | 2001 WN101             | 17 de novembre de 2001 | Socorro              | LINEAR                   |
| 368250 | 2001 XM19              | 9 de desembre de 2001  | Socorro              | LINEAR                   |
| 368251 | 2001 XD65              | 10 de desembre de 2001 | Socorro              | LINEAR                   |
| 368252 | 2001 XN83              | 11 de desembre de 2001 | Socorro              | LINEAR                   |
| 368253 | 2001 XE102             | 18 d'octubre de 2001   | Socorro              | LINEAR                   |
| 368254 | 2001 XE103             | 14 de desembre de 2001 | Socorro              | LINEAR                   |
| 368255 | 2001 XK138             | 14 de desembre de 2001 | Socorro              | LINEAR                   |
| 368256 | 2001 XR162             | 14 de desembre de 2001 | Socorro              | LINEAR                   |
| 368257 | 2001 XR178             | 14 de desembre de 2001 | Socorro              | LINEAR                   |
| 368258 | 2001 XT237             | 15 de desembre de 2001 | Socorro              | LINEAR                   |
| 368259 | 2001 XD239             | 15 de desembre de 2001 | Socorro              | LINEAR                   |
| 368260 | 2001 XG262             | 13 de desembre de 2001 | Palomar              | NEAT                     |
| 368261 | 2001 YO71              | 18 de desembre de 2001 | Socorro              | LINEAR                   |
| 368262 | 2001 YF110             | 18 de desembre de 2001 | Socorro              | LINEAR                   |
| 368263 | 2001 YF137             | 22 de desembre de 2001 | Socorro              | LINEAR                   |
| 368264 | 2002 AW144             | 13 de gener de 2002    | Socorro              | LINEAR                   |
| 368265 | 2002 AV180             | 23 de desembre de 2001 | Palomar              | NEAT                     |
| 368266 | 2002 CN14              | 8 de febrer de 2002    | Socorro              | LINEAR                   |
| 368267 | 2002 CN58              | 12 de febrer de 2002   | Socorro              | LINEAR                   |
| 368268 | 2002 CK68              | 7 de gener de 2002     | Kitt Peak            | Spacewatch               |
| 368269 | 2002 CV70              | 9 de gener de 2002     | Socorro              | LINEAR                   |
| 368270 | 2002 CG199             | 12 de gener de 2002    | Kitt Peak            | Spacewatch               |
| 368271 | 2002 CV206             | 10 de febrer de 2002   | Socorro              | LINEAR                   |
| 368272 | 2002 CB215             | 10 de febrer de 2002   | Socorro              | LINEAR                   |
| 368273 | 2002 CC255             | 13 de gener de 2002    | Socorro              | LINEAR                   |
| 368274 | 2002 CQ304             | 15 de febrer de 2002   | Socorro              | LINEAR                   |
| 368275 | 2002 EN2               | 5 de març de 2002      | Eskridge             | Eskridge                 |
| 368276 | 2002 GG27              | 9 d'abril de 2002      | Socorro              | LINEAR                   |
| 368277 | 2002 JX9               | 6 de maig de 2002      | Socorro              | LINEAR                   |
| 368278 | 2002 JZ100             | 5 de maig de 2002      | Socorro              | LINEAR                   |
| 368279 | 2002 JG138             | 9 de maig de 2002      | Palomar              | NEAT                     |
| 368280 | 2002 LK55              | 14 de juny de 2002     | Palomar              | NEAT                     |
| 368281 | 2002 MY5               | 17 de juny de 2002     | Palomar              | NEAT                     |
| 368282 | 2002 NH7               | 10 de juliol de 2002   | Palomar              | NEAT                     |
| 368283 | 2002 NO17              | 12 de juliol de 2002   | Palomar              | NEAT                     |
| 368284 | 2002 NH31              | 9 de juliol de 2002    | Socorro              | LINEAR                   |
| 368285 | 2002 NM31              | 8 de juliol de 2002    | Palomar              | NEAT                     |
| 368286 | 2002 ND32              | 13 de juliol de 2002   | Socorro              | LINEAR                   |
| 368287 | 2002 NU49              | 13 de juliol de 2002   | Haleakala            | NEAT                     |
| 368288 | 2002 NX63              | 8 de juliol de 2002    | Palomar              | NEAT                     |
| 368289 | 2002 NC74              | 14 de juliol de 2002   | Palomar              | NEAT                     |
| 368290 | 2002 NV75              | 31 d'octubre de 2008   | Mount Lemmon         | Mt. Lemmon Survey        |
| 368291 | 2002 NM78              | 29 d'octubre de 2008   | Mount Lemmon         | Mt. Lemmon Survey        |
| 368292 | 2002 NV80              | 5 de setembre de 2008  | Socorro              | LINEAR                   |
| 368293 | 2002 ON23              | 22 de juliol de 2002   | Palomar              | NEAT                     |
| 368294 | 2002 OF24              | 23 de juliol de 2002   | Palomar              | NEAT                     |
| 368295 | 2002 OS26              | 19 de juliol de 2002   | Palomar              | NEAT                     |
| 368296 | 2002 OL27              | 22 de juliol de 2002   | Palomar              | NEAT                     |
| 368297 | 2002 OU30              | 20 de juliol de 2002   | Palomar              | NEAT                     |
| 368298 | 2002 OA34              | 22 de juliol de 2002   | Palomar              | NEAT                     |
| 368299 | 2002 OP34              | 5 d'octubre de 2002    | Apache Point         | Sloan Digital Sky Survey |
| 368300 | 2002 OV34              | 10 de març de 2005     | Apache Point         | Sloan Digital Sky Survey |

## 368301-368400
| Nom    | Designació provisional | Data de descobriment   | Lloc de descobriment | Descobridor/s     |
| ------ | ---------------------- | ---------------------- | -------------------- | ----------------- |
| 368301 | 2002 OH35              | 29 de setembre de 2008 | La Sagra             | OAM               |
| 368302 | 2002 OL35              | 22 d'octubre de 2003   | Kitt Peak            | Spacewatch        |
| 368303 | 2002 OQ35              | 22 de setembre de 2008 | Kitt Peak            | Spacewatch        |
| 368304 | 2002 ON37              | 28 de setembre de 2003 | Kitt Peak            | Spacewatch        |
| 368305 | 2002 PV2               | 3 d'agost de 2002      | Palomar              | NEAT              |
| 368306 | 2002 PB6               | 2 d'agost de 2002      | Campo Imperatore     | CINEOS            |
| 368307 | 2002 PK20              | 6 d'agost de 2002      | Palomar              | NEAT              |
| 368308 | 2002 PP23              | 6 d'agost de 2002      | Palomar              | NEAT              |
| 368309 | 2002 PM65              | 5 d'agost de 2002      | Palomar              | NEAT              |
| 368310 | 2002 PA67              | 6 d'agost de 2002      | Palomar              | NEAT              |
| 368311 | 2002 PD80              | 4 d'agost de 2002      | Palomar              | NEAT              |
| 368312 | 2002 PP100             | 11 d'agost de 2002     | Palomar              | NEAT              |
| 368313 | 2002 PY103             | 12 d'agost de 2002     | Socorro              | LINEAR            |
| 368314 | 2002 PQ104             | 12 d'agost de 2002     | Socorro              | LINEAR            |
| 368315 | 2002 PU105             | 12 d'agost de 2002     | Socorro              | LINEAR            |
| 368316 | 2002 PQ114             | 13 d'agost de 2002     | Anderson Mesa        | LONEOS            |
| 368317 | 2002 PG122             | 13 d'agost de 2002     | Anderson Mesa        | LONEOS            |
| 368318 | 2002 PH131             | 14 d'agost de 2002     | Palomar              | NEAT              |
| 368319 | 2002 PR131             | 15 d'agost de 2002     | Socorro              | LINEAR            |
| 368320 | 2002 PE140             | 14 d'agost de 2002     | Bergisch Gladbac     | W. Bickel         |
| 368321 | 2002 PA163             | 8 d'agost de 2002      | Palomar              | S. F. Hönig       |
| 368322 | 2002 PW176             | 7 d'agost de 2002      | Palomar              | NEAT              |
| 368323 | 2002 PT179             | 7 d'agost de 2002      | Palomar              | NEAT              |
| 368324 | 2002 PV181             | 15 d'agost de 2002     | Palomar              | NEAT              |
| 368325 | 2002 PH184             | 11 d'agost de 2002     | Palomar              | NEAT              |
| 368326 | 2002 PX186             | 11 d'agost de 2002     | Palomar              | NEAT              |
| 368327 | 2002 PE189             | 7 d'agost de 2002      | Palomar              | NEAT              |
| 368328 | 2002 PS195             | 15 de gener de 2004    | Palomar              | NEAT              |
| 368329 | 2002 PA198             | 29 de setembre de 2008 | Mount Lemmon         | Mt. Lemmon Survey |
| 368330 | 2002 PO199             | 25 d'abril de 2007     | Mount Lemmon         | Mt. Lemmon Survey |
| 368331 | 2002 PQ201             | 23 d'octubre de 2003   | Kitt Peak            | Spacewatch        |
| 368332 | 2002 PB202             | 6 d'octubre de 2008    | Catalina             | CSS               |
| 368333 | 2002 PD202             | 26 d'abril de 2006     | Cerro Tololo         | M. W. Buie        |
| 368334 | 2002 QB                | 16 d'agost de 2002     | Haleakala            | NEAT              |
| 368335 | 2002 QZ                | 16 d'agost de 2002     | Palomar              | NEAT              |
| 368336 | 2002 QC4               | 16 d'agost de 2002     | Haleakala            | NEAT              |
| 368337 | 2002 QX8               | 13 d'agost de 2002     | Palomar              | NEAT              |
| 368338 | 2002 QP13              | 12 d'agost de 2002     | Socorro              | LINEAR            |
| 368339 | 2002 QK19              | 26 d'agost de 2002     | Palomar              | NEAT              |
| 368340 | 2002 QL37              | 30 d'agost de 2002     | Kitt Peak            | Spacewatch        |
| 368341 | 2002 QJ60              | 16 d'agost de 2002     | Palomar              | NEAT              |
| 368342 | 2002 QS64              | 18 d'agost de 2002     | Palomar              | NEAT              |
| 368343 | 2002 QX66              | 18 d'agost de 2002     | Palomar              | NEAT              |
| 368344 | 2002 QQ84              | 26 d'agost de 2002     | Palomar              | NEAT              |
| 368345 | 2002 QP88              | 19 d'agost de 2002     | Palomar              | NEAT              |
| 368346 | 2002 QE89              | 27 d'agost de 2002     | Palomar              | NEAT              |
| 368347 | 2002 QG100             | 18 d'agost de 2002     | Palomar              | NEAT              |
| 368348 | 2002 QB104             | 26 d'agost de 2002     | Palomar              | NEAT              |
| 368349 | 2002 QH104             | 26 d'agost de 2002     | Palomar              | NEAT              |
| 368350 | 2002 QJ104             | 17 d'agost de 2002     | Palomar              | NEAT              |
| 368351 | 2002 QK113             | 27 d'agost de 2002     | Palomar              | NEAT              |
| 368352 | 2002 QD115             | 16 d'agost de 2002     | Palomar              | NEAT              |
| 368353 | 2002 QC117             | 22 de juliol de 2002   | Palomar              | NEAT              |
| 368354 | 2002 QE120             | 29 d'agost de 2002     | Palomar              | NEAT              |
| 368355 | 2002 QF121             | 16 d'agost de 2002     | Palomar              | NEAT              |
| 368356 | 2002 QM121             | 28 d'agost de 2002     | Palomar              | NEAT              |
| 368357 | 2002 QP121             | 16 d'agost de 2002     | Palomar              | NEAT              |
| 368358 | 2002 QP124             | 16 d'agost de 2002     | Palomar              | NEAT              |
| 368359 | 2002 QS128             | 18 d'agost de 2002     | Palomar              | NEAT              |
| 368360 | 2002 QB139             | 17 d'agost de 2002     | Palomar              | NEAT              |
| 368361 | 2002 QW140             | 12 d'agost de 2002     | Socorro              | LINEAR            |
| 368362 | 2002 QZ140             | 16 d'agost de 2002     | Palomar              | NEAT              |
| 368363 | 2002 QM142             | 16 de gener de 2005    | Kitt Peak            | Spacewatch        |
| 368364 | 2002 QF147             | 19 de març de 2010     | WISE                 | WISE              |
| 368365 | 2002 QN150             | 14 de setembre de 2006 | Kitt Peak            | Spacewatch        |
| 368366 | 2002 QW151             | 20 de setembre de 2008 | Mount Lemmon         | Mt. Lemmon Survey |
| 368367 | 2002 QX151             | 19 de setembre de 2008 | Kitt Peak            | Spacewatch        |
| 368368 | 2002 QN153             | 14 de maig de 2001     | Kitt Peak            | Spacewatch        |
| 368369 | 2002 QK154             | 17 de setembre de 2006 | Kitt Peak            | Spacewatch        |
| 368370 | 2002 RS6               | 1 de setembre de 2002  | Haleakala            | NEAT              |
| 368371 | 2002 RS9               | 4 de setembre de 2002  | Palomar              | NEAT              |
| 368372 | 2002 RS15              | 4 de setembre de 2002  | Anderson Mesa        | LONEOS            |
| 368373 | 2002 RN22              | 4 de setembre de 2002  | Anderson Mesa        | LONEOS            |
| 368374 | 2002 RZ23              | 4 de setembre de 2002  | Anderson Mesa        | LONEOS            |
| 368375 | 2002 RG71              | 4 de setembre de 2002  | Palomar              | NEAT              |
| 368376 | 2002 RP86              | 5 de setembre de 2002  | Socorro              | LINEAR            |
| 368377 | 2002 RZ88              | 5 de setembre de 2002  | Socorro              | LINEAR            |
| 368378 | 2002 RR96              | 5 de setembre de 2002  | Socorro              | LINEAR            |
| 368379 | 2002 RM102             | 5 de setembre de 2002  | Socorro              | LINEAR            |
| 368380 | 2002 RG127             | 10 de setembre de 2002 | Palomar              | NEAT              |
| 368381 | 2002 RU153             | 12 de setembre de 2002 | Palomar              | NEAT              |
| 368382 | 2002 RQ183             | 11 de setembre de 2002 | Palomar              | NEAT              |
| 368383 | 2002 RJ209             | 14 de setembre de 2002 | Palomar              | NEAT              |
| 368384 | 2002 RB211             | 13 de setembre de 2002 | Anderson Mesa        | LONEOS            |
| 368385 | 2002 RV219             | 15 de setembre de 2002 | Palomar              | NEAT              |
| 368386 | 2002 RK242             | 16 d'agost de 2002     | Palomar              | R. Matson         |
| 368387 | 2002 RS265             | 5 de setembre de 2002  | Haleakala            | NEAT              |
| 368388 | 2002 RW270             | 1 de setembre de 2002  | Palomar              | NEAT              |
| 368389 | 2002 RQ271             | 4 de setembre de 2002  | Palomar              | NEAT              |
| 368390 | 2002 RK276             | 14 de setembre de 2002 | Palomar              | Palomar           |
| 368391 | 2002 RS279             | 14 de setembre de 2002 | Palomar              | NEAT              |
| 368392 | 2002 SN6               | 27 de setembre de 2002 | Palomar              | NEAT              |
| 368393 | 2002 SZ7               | 27 de setembre de 2002 | Palomar              | NEAT              |
| 368394 | 2002 SR11              | 27 de setembre de 2002 | Palomar              | NEAT              |
| 368395 | 2002 SQ18              | 26 de setembre de 2002 | Palomar              | NEAT              |
| 368396 | 2002 SQ22              | 26 de setembre de 2002 | Palomar              | NEAT              |
| 368397 | 2002 SU48              | 30 de setembre de 2002 | Socorro              | LINEAR            |
| 368398 | 2002 SO63              | 27 de setembre de 2002 | Palomar              | NEAT              |
| 368399 | 2002 TK17              | 2 d'octubre de 2002    | Socorro              | LINEAR            |
| 368400 | 2002 TW22              | 2 d'octubre de 2002    | Socorro              | LINEAR            |

## 368401-368500
| Nom    | Designació provisional | Data de descobriment   | Lloc de descobriment | Descobridor/s            |
| ------ | ---------------------- | ---------------------- | -------------------- | ------------------------ |
| 368401 | 2002 TP50              | 2 d'octubre de 2002    | Socorro              | LINEAR                   |
| 368402 | 2002 TV57              | 22 d'agost de 2002     | Palomar              | NEAT                     |
| 368403 | 2002 TZ75              | 1 d'octubre de 2002    | Anderson Mesa        | LONEOS                   |
| 368404 | 2002 TG84              | 2 d'octubre de 2002    | Haleakala            | NEAT                     |
| 368405 | 2002 TO99              | 4 d'octubre de 2002    | Palomar              | NEAT                     |
| 368406 | 2002 TV144             | 2 d'octubre de 2002    | Socorro              | LINEAR                   |
| 368407 | 2002 TL148             | 5 d'octubre de 2002    | Palomar              | NEAT                     |
| 368408 | 2002 TX148             | 5 d'octubre de 2002    | Palomar              | NEAT                     |
| 368409 | 2002 TB155             | 5 d'octubre de 2002    | Palomar              | NEAT                     |
| 368410 | 2002 TZ165             | 3 d'octubre de 2002    | Palomar              | NEAT                     |
| 368411 | 2002 TA166             | 3 d'octubre de 2002    | Palomar              | NEAT                     |
| 368412 | 2002 TA171             | 3 d'octubre de 2002    | Palomar              | NEAT                     |
| 368413 | 2002 TB189             | 5 d'octubre de 2002    | Socorro              | LINEAR                   |
| 368414 | 2002 TF225             | 8 d'octubre de 2002    | Anderson Mesa        | LONEOS                   |
| 368415 | 2002 TG234             | 6 d'octubre de 2002    | Socorro              | LINEAR                   |
| 368416 | 2002 TK237             | 6 d'octubre de 2002    | Socorro              | LINEAR                   |
| 368417 | 2002 TQ244             | 10 d'octubre de 2002   | Palomar              | NEAT                     |
| 368418 | 2002 TP264             | 10 d'octubre de 2002   | Socorro              | LINEAR                   |
| 368419 | 2002 TA274             | 9 d'octubre de 2002    | Socorro              | LINEAR                   |
| 368420 | 2002 TT278             | 10 d'octubre de 2002   | Socorro              | LINEAR                   |
| 368421 | 2002 TF313             | 17 de juliol de 2001   | Haleakala            | NEAT                     |
| 368422 | 2002 TL336             | 5 d'octubre de 2002    | Apache Point         | Sloan Digital Sky Survey |
| 368423 | 2002 TH357             | 10 d'octubre de 2002   | Apache Point         | Sloan Digital Sky Survey |
| 368424 | 2002 TR364             | 10 d'octubre de 2002   | Apache Point         | Sloan Digital Sky Survey |
| 368425 | 2002 UM2               | 28 d'octubre de 2002   | Socorro              | LINEAR                   |
| 368426 | 2002 UY2               | 28 d'octubre de 2002   | Palomar              | NEAT                     |
| 368427 | 2002 UE4               | 28 d'octubre de 2002   | Socorro              | LINEAR                   |
| 368428 | 2002 UD12              | 30 d'octubre de 2002   | Socorro              | LINEAR                   |
| 368429 | 2002 UP16              | 30 d'octubre de 2002   | Palomar              | NEAT                     |
| 368430 | 2002 UY55              | 29 d'octubre de 2002   | Apache Point         | Sloan Digital Sky Survey |
| 368431 | 2002 VT5               | 2 de novembre de 2002  | La Palma             | La Palma                 |
| 368432 | 2002 VL8               | 16 d'octubre de 2002   | Palomar              | NEAT                     |
| 368433 | 2002 VE20              | 4 de novembre de 2002  | Haleakala            | NEAT                     |
| 368434 | 2002 VM47              | 5 de novembre de 2002  | Palomar              | NEAT                     |
| 368435 | 2002 VW59              | 3 de novembre de 2002  | Haleakala            | NEAT                     |
| 368436 | 2002 VA76              | 7 de novembre de 2002  | Socorro              | LINEAR                   |
| 368437 | 2002 VB125             | 13 de novembre de 2002 | Socorro              | LINEAR                   |
| 368438 | 2002 VU147             | 28 de febrer de 2008   | Kitt Peak            | Spacewatch               |
| 368439 | 2002 WH15              | 28 de novembre de 2002 | Anderson Mesa        | LONEOS                   |
| 368440 | 2002 WH23              | 23 de novembre de 2002 | Palomar              | NEAT                     |
| 368441 | 2002 XP7               | 6 de novembre de 2002  | Socorro              | LINEAR                   |
| 368442 | 2002 XH16              | 3 de desembre de 2002  | Palomar              | NEAT                     |
| 368443 | 2002 XZ84              | 11 de desembre de 2002 | Socorro              | LINEAR                   |
| 368444 | 2002 XQ96              | 5 de novembre de 2002  | Socorro              | LINEAR                   |
| 368445 | 2003 BH11              | 26 de gener de 2003    | Anderson Mesa        | LONEOS                   |
| 368446 | 2003 EZ21              | 6 de març de 2003      | Socorro              | LINEAR                   |
| 368447 | 2003 EV37              | 8 de març de 2003      | Anderson Mesa        | LONEOS                   |
| 368448 | 2003 FM35              | 23 de març de 2003     | Kitt Peak            | Spacewatch               |
| 368449 | 2003 GR13              | 24 de març de 2003     | Kitt Peak            | Spacewatch               |
| 368450 | 2003 GE45              | 26 de març de 2003     | Palomar              | NEAT                     |
| 368451 | 2003 GM56              | 8 d'abril de 2003      | Kitt Peak            | Spacewatch               |
| 368452 | 2003 JL16              | 8 de maig de 2003      | Haleakala            | NEAT                     |
| 368453 | 2003 OX31              | 25 de juliol de 2003   | Socorro              | LINEAR                   |
| 368454 | 2003 QU23              | 21 d'agost de 2003     | Palomar              | NEAT                     |
| 368455 | 2003 QA46              | 23 d'agost de 2003     | Socorro              | LINEAR                   |
| 368456 | 2003 QH112             | 21 d'agost de 2003     | Campo Imperatore     | CINEOS                   |
| 368457 | 2003 SP49              | 18 de setembre de 2003 | Palomar              | NEAT                     |
| 368458 | 2003 SB77              | 19 de setembre de 2003 | Kitt Peak            | Spacewatch               |
| 368459 | 2003 SG79              | 19 de setembre de 2003 | Kitt Peak            | Spacewatch               |
| 368460 | 2003 SU89              | 18 de setembre de 2003 | Palomar              | NEAT                     |
| 368461 | 2003 SS93              | 18 de setembre de 2003 | Kitt Peak            | Spacewatch               |
| 368462 | 2003 SC101             | 20 de setembre de 2003 | Palomar              | NEAT                     |
| 368463 | 2003 SE102             | 20 de setembre de 2003 | Socorro              | LINEAR                   |
| 368464 | 2003 SL102             | 20 de setembre de 2003 | Socorro              | LINEAR                   |
| 368465 | 2003 SR132             | 19 de setembre de 2003 | Kitt Peak            | Spacewatch               |
| 368466 | 2003 SZ135             | 19 de setembre de 2003 | Campo Imperatore     | CINEOS                   |
| 368467 | 2003 SB146             | 20 de setembre de 2003 | Palomar              | NEAT                     |
| 368468 | 2003 SY166             | 28 d'agost de 2003     | Socorro              | LINEAR                   |
| 368469 | 2003 SX179             | 19 de setembre de 2003 | Palomar              | NEAT                     |
| 368470 | 2003 SM180             | 19 de setembre de 2003 | Kitt Peak            | Spacewatch               |
| 368471 | 2003 SU185             | 17 de setembre de 2003 | Kitt Peak            | Spacewatch               |
| 368472 | 2003 SQ191             | 19 de setembre de 2003 | Kitt Peak            | Spacewatch               |
| 368473 | 2003 SY192             | 20 de setembre de 2003 | Palomar              | NEAT                     |
| 368474 | 2003 SM199             | 21 de setembre de 2003 | Anderson Mesa        | LONEOS                   |
| 368475 | 2003 SY223             | 30 de setembre de 2003 | Socorro              | LINEAR                   |
| 368476 | 2003 SM226             | 26 de setembre de 2003 | Socorro              | LINEAR                   |
| 368477 | 2003 SX253             | 27 de setembre de 2003 | Socorro              | LINEAR                   |
| 368478 | 2003 SV255             | 27 de setembre de 2003 | Kitt Peak            | Spacewatch               |
| 368479 | 2003 SP283             | 20 de setembre de 2003 | Socorro              | LINEAR                   |
| 368480 | 2003 SD286             | 20 de setembre de 2003 | Palomar              | NEAT                     |
| 368481 | 2003 SG291             | 29 de setembre de 2003 | Socorro              | LINEAR                   |
| 368482 | 2003 ST292             | 25 de setembre de 2003 | Haleakala            | NEAT                     |
| 368483 | 2003 SM296             | 22 de setembre de 2003 | Palomar              | NEAT                     |
| 368484 | 2003 SZ296             | 16 de setembre de 2003 | Palomar              | NEAT                     |
| 368485 | 2003 SK303             | 17 de setembre de 2003 | Palomar              | NEAT                     |
| 368486 | 2003 SM313             | 20 de setembre de 2003 | Socorro              | LINEAR                   |
| 368487 | 2003 SU327             | 19 de setembre de 2003 | Socorro              | LINEAR                   |
| 368488 | 2003 SN378             | 26 de setembre de 2003 | Apache Point         | Sloan Digital Sky Survey |
| 368489 | 2003 TF                | 1 d'octubre de 2003    | Desert Eagle         | W. K. Y. Yeung           |
| 368490 | 2003 TN35              | 1 d'octubre de 2003    | Kitt Peak            | Spacewatch               |
| 368491 | 2003 TE36              | 1 d'octubre de 2003    | Kitt Peak            | Spacewatch               |
| 368492 | 2003 TT44              | 3 d'octubre de 2003    | Kitt Peak            | Spacewatch               |
| 368493 | 2003 UC1               | 16 d'octubre de 2003   | Palomar              | NEAT                     |
| 368494 | 2003 UE21              | 22 d'octubre de 2003   | Socorro              | LINEAR                   |
| 368495 | 2003 UA25              | 15 d'octubre de 2003   | Anderson Mesa        | LONEOS                   |
| 368496 | 2003 UY59              | 17 d'octubre de 2003   | Anderson Mesa        | LONEOS                   |
| 368497 | 2003 UH60              | 17 d'octubre de 2003   | Anderson Mesa        | LONEOS                   |
| 368498 | 2003 UR75              | 17 d'octubre de 2003   | Kitt Peak            | Spacewatch               |
| 368499 | 2003 UH77              | 17 d'octubre de 2003   | Anderson Mesa        | LONEOS                   |
| 368500 | 2003 UZ92              | 20 d'octubre de 2003   | Palomar              | NEAT                     |

## 368501-368600
| Nom           | Designació provisional | Data de descobriment   | Lloc de descobriment | Descobridor/s            |
| ------------- | ---------------------- | ---------------------- | -------------------- | ------------------------ |
| 368501        | 2003 UL104             | 18 d'octubre de 2003   | Kitt Peak            | Spacewatch               |
| 368502        | 2003 UQ120             | 18 d'octubre de 2003   | Kitt Peak            | Spacewatch               |
| 368503        | 2003 UY127             | 21 d'octubre de 2003   | Kitt Peak            | Spacewatch               |
| 368504        | 2003 UY139             | 16 d'octubre de 2003   | Anderson Mesa        | LONEOS                   |
| 368505        | 2003 UH145             | 18 d'octubre de 2003   | Anderson Mesa        | LONEOS                   |
| 368506        | 2003 UY147             | 18 d'octubre de 2003   | Palomar              | NEAT                     |
| 368507        | 2003 UD155             | 20 d'octubre de 2003   | Socorro              | LINEAR                   |
| 368508        | 2003 US192             | 23 d'octubre de 2003   | Haleakala            | NEAT                     |
| 368509        | 2003 UQ199             | 21 d'octubre de 2003   | Socorro              | LINEAR                   |
| 368510        | 2003 UK212             | 23 d'octubre de 2003   | Kitt Peak            | Spacewatch               |
| 368511        | 2003 UR225             | 22 d'octubre de 2003   | Kitt Peak            | Spacewatch               |
| 368512        | 2003 UH232             | 27 de setembre de 2003 | Kitt Peak            | Spacewatch               |
| 368513        | 2003 UC239             | 29 de setembre de 2003 | Kitt Peak            | Spacewatch               |
| 368514        | 2003 UG242             | 19 d'octubre de 2003   | Kitt Peak            | Spacewatch               |
| 368515        | 2003 UK254             | 24 d'octubre de 2003   | Kitt Peak            | Spacewatch               |
| 368516        | 2003 UJ258             | 25 d'octubre de 2003   | Socorro              | LINEAR                   |
| 368517        | 2003 UF326             | 2 d'octubre de 2003    | Kitt Peak            | Spacewatch               |
| 368518        | 2003 UW355             | 19 d'octubre de 2003   | Kitt Peak            | Spacewatch               |
| 368519        | 2003 UD374             | 22 de setembre de 2003 | Kitt Peak            | Spacewatch               |
| 368520        | 2003 UL382             | 22 d'octubre de 2003   | Apache Point         | Sloan Digital Sky Survey |
| 368521        | 2003 WP8               | 16 de novembre de 2003 | Kitt Peak            | Spacewatch               |
| 368522        | 2003 WX18              | 19 de novembre de 2003 | Socorro              | LINEAR                   |
| 368523        | 2003 WZ18              | 19 de novembre de 2003 | Socorro              | LINEAR                   |
| 368524        | 2003 WS19              | 19 de novembre de 2003 | Socorro              | LINEAR                   |
| 368525        | 2003 WV32              | 24 d'octubre de 2003   | Kitt Peak            | Spacewatch               |
| 368526        | 2003 WE43              | 18 de novembre de 2003 | Kitt Peak            | Spacewatch               |
| 368527        | 2003 WZ43              | 19 de novembre de 2003 | Palomar              | NEAT                     |
| 368528        | 2003 WA47              | 21 d'octubre de 2003   | Kitt Peak            | Spacewatch               |
| 368529        | 2003 WX55              | 20 de novembre de 2003 | Socorro              | LINEAR                   |
| 368530        | 2003 WN70              | 20 de novembre de 2003 | Kitt Peak            | Spacewatch               |
| 368531        | 2003 WN82              | 19 de novembre de 2003 | Palomar              | NEAT                     |
| 368532        | 2003 WK91              | 18 de novembre de 2003 | Kitt Peak            | Spacewatch               |
| 368533        | 2003 WK92              | 18 de novembre de 2003 | Palomar              | NEAT                     |
| 368534        | 2003 WC102             | 21 de novembre de 2003 | Socorro              | LINEAR                   |
| 368535        | 2003 WH114             | 20 de novembre de 2003 | Socorro              | LINEAR                   |
| 368536        | 2003 WH115             | 20 de novembre de 2003 | Socorro              | LINEAR                   |
| 368537        | 2003 WL119             | 20 de novembre de 2003 | Socorro              | LINEAR                   |
| 368538        | 2003 WH131             | 21 de novembre de 2003 | Palomar              | NEAT                     |
| 368539        | 2003 WN148             | 24 de novembre de 2003 | Socorro              | LINEAR                   |
| 368540        | 2003 WZ157             | 29 de novembre de 2003 | Socorro              | LINEAR                   |
| 368541        | 2003 WV158             | 29 de novembre de 2003 | Kitt Peak            | Spacewatch               |
| 368542        | 2003 WO165             | 30 de novembre de 2003 | Kitt Peak            | Spacewatch               |
| 368543        | 2003 WO168             | 19 de novembre de 2003 | Catalina             | CSS                      |
| 368544        | 2003 WC192             | 19 de novembre de 2003 | Socorro              | LINEAR                   |
| 368545        | 2003 YL1               | 3 de desembre de 2003  | Socorro              | LINEAR                   |
| 368546        | 2003 YX22              | 16 de desembre de 2003 | Kitt Peak            | Spacewatch               |
| 368547        | 2003 YP57              | 19 de desembre de 2003 | Socorro              | LINEAR                   |
| 368548        | 2003 YR75              | 18 de desembre de 2003 | Socorro              | LINEAR                   |
| 368549        | 2003 YR81              | 18 de desembre de 2003 | Socorro              | LINEAR                   |
| 368550        | 2003 YY95              | 19 de desembre de 2003 | Socorro              | LINEAR                   |
| 368551        | 2003 YZ120             | 27 de desembre de 2003 | Socorro              | LINEAR                   |
| 368552        | 2003 YD124             | 28 de desembre de 2003 | Socorro              | LINEAR                   |
| 368553        | 2003 YB140             | 28 de desembre de 2003 | Socorro              | LINEAR                   |
| 368554        | 2003 YJ143             | 28 de desembre de 2003 | Socorro              | LINEAR                   |
| 368555        | 2003 YC154             | 29 de desembre de 2003 | Catalina             | CSS                      |
| 368556        | 2003 YT163             | 17 de desembre de 2003 | Kitt Peak            | Spacewatch               |
| 368557        | 2004 BX19              | 18 de gener de 2004    | Kitt Peak            | Spacewatch               |
| 368558        | 2004 BC22              | 16 de gener de 2004    | Palomar              | NEAT                     |
| 368559        | 2004 BN36              | 19 de gener de 2004    | Kitt Peak            | Spacewatch               |
| 368560        | 2004 BF57              | 23 de gener de 2004    | Socorro              | LINEAR                   |
| 368561        | 2004 BM83              | 28 de gener de 2004    | Socorro              | LINEAR                   |
| 368562        | 2004 BZ85              | 29 de gener de 2004    | Socorro              | LINEAR                   |
| 368563        | 2004 CU1               | 11 de febrer de 2004   | Palomar              | NEAT                     |
| 368564        | 2004 CB84              | 12 de febrer de 2004   | Kitt Peak            | Spacewatch               |
| 368565        | 2004 FE5               | 22 de març de 2004     | Socorro              | LINEAR                   |
| 368566        | 2004 GM9               | 12 d'abril de 2004     | Kitt Peak            | Spacewatch               |
| 368567        | 2004 GO44              | 12 d'abril de 2004     | Kitt Peak            | Spacewatch               |
| 368568        | 2004 GY46              | 12 d'abril de 2004     | Kitt Peak            | Spacewatch               |
| 368569        | 2004 JP20              | 9 de maig de 2004      | Kitt Peak            | Spacewatch               |
| 368570        | 2004 JN44              | 15 de maig de 2004     | Socorro              | LINEAR                   |
| 368571        | 2004 KK                | 16 de maig de 2004     | Socorro              | LINEAR                   |
| 368572        | 2004 LN8               | 12 de juny de 2004     | Socorro              | LINEAR                   |
| 368573        | 2004 NO24              | 15 de juliol de 2004   | Socorro              | LINEAR                   |
| 368574        | 2004 PN1               | 7 d'agost de 2004      | Palomar              | NEAT                     |
| 368575        | 2004 PC3               | 3 d'agost de 2004      | Siding Spring        | Siding Spring Survey     |
| 368576        | 2004 PE35              | 8 d'agost de 2004      | Anderson Mesa        | LONEOS                   |
| 368577        | 2004 PZ42              | 7 d'agost de 2004      | Palomar              | NEAT                     |
| 368578        | 2004 PH56              | 9 d'agost de 2004      | Campo Imperatore     | CINEOS                   |
| 368579        | 2004 PX67              | 6 d'agost de 2004      | Palomar              | NEAT                     |
| 368580        | 2004 PC70              | 7 d'agost de 2004      | Palomar              | NEAT                     |
| 368581        | 2004 PE92              | 12 d'agost de 2004     | Palomar              | NEAT                     |
| 368582        | 2004 PD105             | 15 d'agost de 2004     | Kleť                 | Klet                     |
| 368583        | 2004 QX4               | 21 d'agost de 2004     | Goodricke-Pigott     | R. A. Tucker             |
| 368584        | 2004 QZ7               | 16 d'agost de 2004     | Siding Spring        | Siding Spring Survey     |
| 368585        | 2004 QV20              | 20 d'agost de 2004     | Kitt Peak            | Spacewatch               |
| 368586        | 2004 RG22              | 7 de setembre de 2004  | Kitt Peak            | Spacewatch               |
| 368587        | 2004 RA23              | 7 de setembre de 2004  | Kitt Peak            | Spacewatch               |
| 368588 Lazrek | 2004 RP24              | 8 de setembre de 2004  | Vicques              | Vicques                  |
| 368589        | 2004 RD29              | 7 de setembre de 2004  | Socorro              | LINEAR                   |
| 368590        | 2004 RN43              | 8 de setembre de 2004  | Socorro              | LINEAR                   |
| 368591        | 2004 RQ43              | 8 de setembre de 2004  | Socorro              | LINEAR                   |
| 368592        | 2004 RO66              | 8 de setembre de 2004  | Socorro              | LINEAR                   |
| 368593        | 2004 RO67              | 8 de setembre de 2004  | Socorro              | LINEAR                   |
| 368594        | 2004 RJ81              | 8 de setembre de 2004  | Socorro              | LINEAR                   |
| 368595        | 2004 RP88              | 8 de setembre de 2004  | Socorro              | LINEAR                   |
| 368596        | 2004 RG101             | 8 de setembre de 2004  | Socorro              | LINEAR                   |
| 368597        | 2004 RM104             | 8 de setembre de 2004  | Palomar              | NEAT                     |
| 368598        | 2004 RE105             | 8 de setembre de 2004  | Palomar              | NEAT                     |
| 368599        | 2004 RA160             | 10 de setembre de 2004 | Socorro              | LINEAR                   |
| 368600        | 2004 RR187             | 10 de setembre de 2004 | Socorro              | LINEAR                   |

## 368601-368700
| Nom                   | Designació provisional | Data de descobriment   | Lloc de descobriment | Descobridor/s               |
| --------------------- | ---------------------- | ---------------------- | -------------------- | --------------------------- |
| 368601                | 2004 RY195             | 10 de setembre de 2004 | Socorro              | LINEAR                      |
| 368602                | 2004 RV196             | 10 de setembre de 2004 | Socorro              | LINEAR                      |
| 368603                | 2004 RR206             | 11 de setembre de 2004 | Socorro              | LINEAR                      |
| 368604                | 2004 RD210             | 11 de setembre de 2004 | Socorro              | LINEAR                      |
| 368605                | 2004 RA212             | 11 de setembre de 2004 | Socorro              | LINEAR                      |
| 368606                | 2004 RJ212             | 11 de setembre de 2004 | Socorro              | LINEAR                      |
| 368607                | 2004 RJ215             | 11 de setembre de 2004 | Socorro              | LINEAR                      |
| 368608                | 2004 RQ217             | 11 de setembre de 2004 | Socorro              | LINEAR                      |
| 368609                | 2004 RT222             | 6 de setembre de 2004  | Socorro              | LINEAR                      |
| 368610                | 2004 RG239             | 10 de setembre de 2004 | Kitt Peak            | Spacewatch                  |
| 368611                | 2004 RY252             | 15 de setembre de 2004 | Socorro              | LINEAR                      |
| 368612                | 2004 RF258             | 10 de setembre de 2004 | Socorro              | LINEAR                      |
| 368613                | 2004 RD309             | 13 de setembre de 2004 | Kitt Peak            | Spacewatch                  |
| 368614                | 2004 RZ321             | 13 de setembre de 2004 | Socorro              | LINEAR                      |
| 368615                | 2004 SP4               | 17 de setembre de 2004 | Kitt Peak            | Spacewatch                  |
| 368616                | 2004 SJ5               | 19 de setembre de 2004 | CBA-East             | D. Skillman                 |
| 368617 Sebastianotero | 2004 TM10              | 5 d'octubre de 2004    | Sonoita              | Cooney Jr., W. R., J. Gross |
| 368618                | 2004 TV19              | 14 d'octubre de 2004   | Goodricke-Pigott     | R. A. Tucker                |
| 368619                | 2004 TR21              | 4 d'octubre de 2004    | Kitt Peak            | Spacewatch                  |
| 368620                | 2004 TG58              | 5 d'octubre de 2004    | Kitt Peak            | Spacewatch                  |
| 368621                | 2004 TD70              | 5 d'octubre de 2004    | Palomar              | NEAT                        |
| 368622                | 2004 TO188             | 7 d'octubre de 2004    | Kitt Peak            | Spacewatch                  |
| 368623                | 2004 TF195             | 7 d'octubre de 2004    | Kitt Peak            | Spacewatch                  |
| 368624                | 2004 TW210             | 8 d'octubre de 2004    | Kitt Peak            | Spacewatch                  |
| 368625                | 2004 TC216             | 12 d'octubre de 2004   | Moletai              | Moletai                     |
| 368626                | 2004 TL228             | 8 d'octubre de 2004    | Kitt Peak            | Spacewatch                  |
| 368627                | 2004 TS355             | 8 de setembre de 2004  | Socorro              | LINEAR                      |
| 368628                | 2004 UJ10              | 20 d'octubre de 2004   | Mérida               | Merida                      |
| 368629                | 2004 VH5               | 3 de novembre de 2004  | Anderson Mesa        | LONEOS                      |
| 368630                | 2004 VC24              | 22 de setembre de 2004 | Socorro              | LINEAR                      |
| 368631                | 2004 VN74              | 12 de novembre de 2004 | Catalina             | CSS                         |
| 368632                | 2004 XM18              | 7 de novembre de 2004  | Socorro              | LINEAR                      |
| 368633                | 2004 XB41              | 11 de desembre de 2004 | Kitt Peak            | Spacewatch                  |
| 368634                | 2004 XF107             | 11 de desembre de 2004 | Catalina             | CSS                         |
| 368635                | 2004 XK145             | 13 de desembre de 2004 | Kitt Peak            | Spacewatch                  |
| 368636                | 2004 YU14              | 18 de desembre de 2004 | Mount Lemmon         | Mt. Lemmon Survey           |
| 368637                | 2004 YE20              | 18 de desembre de 2004 | Mount Lemmon         | Mt. Lemmon Survey           |
| 368638                | 2004 YM20              | 18 de desembre de 2004 | Mount Lemmon         | Mt. Lemmon Survey           |
| 368639                | 2005 AH59              | 15 de gener de 2005    | Socorro              | LINEAR                      |
| 368640                | 2005 CV1               | 1 de febrer de 2005    | Catalina             | CSS                         |
| 368641                | 2005 CG10              | 1 de febrer de 2005    | Kitt Peak            | Spacewatch                  |
| 368642                | 2005 CP18              | 2 de febrer de 2005    | Catalina             | CSS                         |
| 368643                | 2005 CO44              | 2 de febrer de 2005    | Kitt Peak            | Spacewatch                  |
| 368644                | 2005 CW78              | 1 de febrer de 2005    | Kitt Peak            | Spacewatch                  |
| 368645                | 2005 CR80              | 1 de febrer de 2005    | Catalina             | CSS                         |
| 368646                | 2005 ES12              | 2 de març de 2005      | Catalina             | CSS                         |
| 368647                | 2005 EJ18              | 9 de febrer de 2005    | Socorro              | LINEAR                      |
| 368648                | 2005 EV82              | 4 de març de 2005      | Kitt Peak            | Spacewatch                  |
| 368649                | 2005 EK118             | 7 de març de 2005      | Socorro              | LINEAR                      |
| 368650                | 2005 ET129             | 9 de març de 2005      | Mount Lemmon         | Mt. Lemmon Survey           |
| 368651                | 2005 EH146             | 10 de març de 2005     | Mount Lemmon         | Mt. Lemmon Survey           |
| 368652                | 2005 EX161             | 9 de març de 2005      | Mount Lemmon         | Mt. Lemmon Survey           |
| 368653                | 2005 EN171             | 4 de març de 2005      | Catalina             | CSS                         |
| 368654                | 2005 EK180             | 9 de març de 2005      | Kitt Peak            | Spacewatch                  |
| 368655                | 2005 EV190             | 11 de març de 2005     | Mount Lemmon         | Mt. Lemmon Survey           |
| 368656                | 2005 ER203             | 11 de març de 2005     | Kitt Peak            | Spacewatch                  |
| 368657                | 2005 EZ213             | 7 de març de 2005      | Socorro              | LINEAR                      |
| 368658                | 2005 EJ223             | 10 de març de 2005     | Kitt Peak            | Spacewatch                  |
| 368659                | 2005 EM324             | 11 de març de 2005     | Mount Lemmon         | Mt. Lemmon Survey           |
| 368660                | 2005 GK18              | 2 d'abril de 2005      | Kitt Peak            | Spacewatch                  |
| 368661                | 2005 GO31              | 10 de març de 2005     | Catalina             | CSS                         |
| 368662                | 2005 GX81              | 3 de març de 2005      | Catalina             | CSS                         |
| 368663                | 2005 GR110             | 10 d'abril de 2005     | Mount Lemmon         | Mt. Lemmon Survey           |
| 368664                | 2005 JA22              | 6 de maig de 2005      | Kitt Peak            | Spacewatch                  |
| 368665                | 2005 JW84              | 8 de maig de 2005      | Catalina             | CSS                         |
| 368666                | 2005 JN96              | 8 de maig de 2005      | Mount Lemmon         | Mt. Lemmon Survey           |
| 368667                | 2005 JD106             | 11 de maig de 2005     | Mount Lemmon         | Mt. Lemmon Survey           |
| 368668                | 2005 JF164             | 11 d'abril de 2005     | Kitt Peak            | Spacewatch                  |
| 368669                | 2005 LL23              | 8 de juny de 2005      | Kitt Peak            | Spacewatch                  |
| 368670                | 2005 NU                | 2 de juliol de 2005    | Kitt Peak            | Spacewatch                  |
| 368671                | 2005 NX35              | 5 de juliol de 2005    | Palomar              | NEAT                        |
| 368672                | 2005 OZ13              | 30 de juliol de 2005   | Palomar              | NEAT                        |
| 368673                | 2005 QJ13              | 24 d'agost de 2005     | Palomar              | NEAT                        |
| 368674                | 2005 QF22              | 27 d'agost de 2005     | Anderson Mesa        | LONEOS                      |
| 368675                | 2005 QX22              | 27 d'agost de 2005     | Kitt Peak            | Spacewatch                  |
| 368676                | 2005 QQ29              | 26 d'agost de 2005     | Palomar              | NEAT                        |
| 368677                | 2005 QB68              | 28 d'agost de 2005     | Siding Spring        | Siding Spring Survey        |
| 368678                | 2005 QN81              | 29 d'agost de 2005     | Kitt Peak            | Spacewatch                  |
| 368679                | 2005 QC90              | 25 d'agost de 2005     | Palomar              | NEAT                        |
| 368680                | 2005 QZ155             | 30 d'agost de 2005     | Palomar              | NEAT                        |
| 368681                | 2005 QW188             | 31 d'agost de 2005     | Kitt Peak            | Spacewatch                  |
| 368682                | 2005 RY1               | 1 de setembre de 2005  | Palomar              | NEAT                        |
| 368683                | 2005 RB5               | 6 de setembre de 2005  | Uccle                | T. Pauwels                  |
| 368684                | 2005 RB6               | 6 de setembre de 2005  | Anderson Mesa        | LONEOS                      |
| 368685                | 2005 RK20              | 1 de setembre de 2005  | Palomar              | NEAT                        |
| 368686                | 2005 SD14              | 24 de setembre de 2005 | Kitt Peak            | Spacewatch                  |
| 368687                | 2005 SN16              | 26 de setembre de 2005 | Kitt Peak            | Spacewatch                  |
| 368688                | 2005 SA34              | 23 de setembre de 2005 | Kitt Peak            | Spacewatch                  |
| 368689                | 2005 SN42              | 24 de setembre de 2005 | Kitt Peak            | Spacewatch                  |
| 368690                | 2005 SC43              | 6 de gener de 1998     | Kitt Peak            | Spacewatch                  |
| 368691                | 2005 SW57              | 26 de setembre de 2005 | Kitt Peak            | Spacewatch                  |
| 368692                | 2005 SF75              | 24 de setembre de 2005 | Kitt Peak            | Spacewatch                  |
| 368693                | 2005 SY77              | 24 de setembre de 2005 | Kitt Peak            | Spacewatch                  |
| 368694                | 2005 SG91              | 24 de setembre de 2005 | Kitt Peak            | Spacewatch                  |
| 368695                | 2005 SN91              | 24 de setembre de 2005 | Kitt Peak            | Spacewatch                  |
| 368696                | 2005 SA115             | 27 de setembre de 2005 | Kitt Peak            | Spacewatch                  |
| 368697                | 2005 SQ116             | 27 de setembre de 2005 | Socorro              | LINEAR                      |
| 368698                | 2005 SU153             | 26 de setembre de 2005 | Kitt Peak            | Spacewatch                  |
| 368699                | 2005 SR155             | 26 de setembre de 2005 | Palomar              | NEAT                        |
| 368700                | 2005 SR160             | 27 de setembre de 2005 | Kitt Peak            | Spacewatch                  |

## 368701-368800
| Nom    | Designació provisional | Data de descobriment   | Lloc de descobriment | Descobridor/s     |
| ------ | ---------------------- | ---------------------- | -------------------- | ----------------- |
| 368701 | 2005 SZ171             | 29 de setembre de 2005 | Kitt Peak            | Spacewatch        |
| 368702 | 2005 SA200             | 30 de setembre de 2005 | Kitt Peak            | Spacewatch        |
| 368703 | 2005 SC223             | 28 de setembre de 2005 | Cordell-Lorenz       | D. T. Durig       |
| 368704 | 2005 SD223             | 21 de setembre de 2005 | Uccle                | T. Pauwels        |
| 368705 | 2005 SQ241             | 30 de setembre de 2005 | Kitt Peak            | Spacewatch        |
| 368706 | 2005 SR241             | 30 de setembre de 2005 | Kitt Peak            | Spacewatch        |
| 368707 | 2005 SQ265             | 27 de setembre de 2005 | Kitt Peak            | Spacewatch        |
| 368708 | 2005 SD281             | 30 de setembre de 2005 | Catalina             | CSS               |
| 368709 | 2005 SN293             | 25 de setembre de 2005 | Kitt Peak            | Spacewatch        |
| 368710 | 2005 TK17              | 1 d'octubre de 2005    | Mount Lemmon         | Mt. Lemmon Survey |
| 368711 | 2005 TY25              | 1 d'octubre de 2005    | Mount Lemmon         | Mt. Lemmon Survey |
| 368712 | 2005 TN39              | 1 d'octubre de 2005    | Catalina             | CSS               |
| 368713 | 2005 TZ101             | 7 d'octubre de 2005    | Mount Lemmon         | Mt. Lemmon Survey |
| 368714 | 2005 TO106             | 4 d'octubre de 2005    | Palomar              | NEAT              |
| 368715 | 2005 TP128             | 7 d'octubre de 2005    | Kitt Peak            | Spacewatch        |
| 368716 | 2005 TX153             | 7 d'octubre de 2005    | Mount Lemmon         | Mt. Lemmon Survey |
| 368717 | 2005 TU159             | 9 d'octubre de 2005    | Kitt Peak            | Spacewatch        |
| 368718 | 2005 TH163             | 9 d'octubre de 2005    | Kitt Peak            | Spacewatch        |
| 368719 | 2005 UT12              | 25 d'octubre de 2005   | Plana                | F. Fratev         |
| 368720 | 2005 UF16              | 22 d'octubre de 2005   | Kitt Peak            | Spacewatch        |
| 368721 | 2005 UK29              | 23 d'octubre de 2005   | Catalina             | CSS               |
| 368722 | 2005 UX44              | 22 d'octubre de 2005   | Goodricke-Pigott     | R. A. Tucker      |
| 368723 | 2005 UY50              | 23 d'octubre de 2005   | Catalina             | CSS               |
| 368724 | 2005 UZ50              | 23 d'octubre de 2005   | Catalina             | CSS               |
| 368725 | 2005 UN56              | 24 d'octubre de 2005   | Anderson Mesa        | LONEOS            |
| 368726 | 2005 UO60              | 25 d'octubre de 2005   | Mount Lemmon         | Mt. Lemmon Survey |
| 368727 | 2005 UR70              | 23 d'octubre de 2005   | Catalina             | CSS               |
| 368728 | 2005 UG77              | 24 d'octubre de 2005   | Kitt Peak            | Spacewatch        |
| 368729 | 2005 UN98              | 22 d'octubre de 2005   | Kitt Peak            | Spacewatch        |
| 368730 | 2005 UD110             | 22 d'octubre de 2005   | Kitt Peak            | Spacewatch        |
| 368731 | 2005 UM110             | 22 d'octubre de 2005   | Kitt Peak            | Spacewatch        |
| 368732 | 2005 UY167             | 24 d'octubre de 2005   | Kitt Peak            | Spacewatch        |
| 368733 | 2005 UK171             | 24 d'octubre de 2005   | Kitt Peak            | Spacewatch        |
| 368734 | 2005 UA202             | 25 d'octubre de 2005   | Kitt Peak            | Spacewatch        |
| 368735 | 2005 UL217             | 27 d'octubre de 2005   | Mount Lemmon         | Mt. Lemmon Survey |
| 368736 | 2005 UP229             | 25 d'octubre de 2005   | Kitt Peak            | Spacewatch        |
| 368737 | 2005 UA268             | 27 d'octubre de 2005   | Mount Lemmon         | Mt. Lemmon Survey |
| 368738 | 2005 UQ274             | 27 d'octubre de 2005   | Catalina             | CSS               |
| 368739 | 2005 UD289             | 26 d'octubre de 2005   | Kitt Peak            | Spacewatch        |
| 368740 | 2005 UN302             | 26 d'octubre de 2005   | Kitt Peak            | Spacewatch        |
| 368741 | 2005 UD307             | 27 d'octubre de 2005   | Mount Lemmon         | Mt. Lemmon Survey |
| 368742 | 2005 UU342             | 3 d'octubre de 2005    | Palomar              | NEAT              |
| 368743 | 2005 UP346             | 30 d'octubre de 2005   | Kitt Peak            | Spacewatch        |
| 368744 | 2005 UM377             | 29 de setembre de 2005 | Kitt Peak            | Spacewatch        |
| 368745 | 2005 US407             | 30 d'octubre de 2005   | Kitt Peak            | Spacewatch        |
| 368746 | 2005 UB416             | 25 d'octubre de 2005   | Kitt Peak            | Spacewatch        |
| 368747 | 2005 UC421             | 26 d'octubre de 2005   | Kitt Peak            | Spacewatch        |
| 368748 | 2005 UJ446             | 29 d'octubre de 2005   | Catalina             | CSS               |
| 368749 | 2005 UF452             | 28 d'octubre de 2005   | Mount Lemmon         | Mt. Lemmon Survey |
| 368750 | 2005 UZ454             | 28 d'octubre de 2005   | Catalina             | CSS               |
| 368751 | 2005 UG456             | 29 d'octubre de 2005   | Kitt Peak            | Spacewatch        |
| 368752 | 2005 UB481             | 25 d'octubre de 2005   | Socorro              | LINEAR            |
| 368753 | 2005 UY487             | 23 d'octubre de 2005   | Catalina             | CSS               |
| 368754 | 2005 UX509             | 23 d'octubre de 2005   | Catalina             | CSS               |
| 368755 | 2005 UF514             | 20 d'octubre de 2005   | Apache Point         | A. C. Becker      |
| 368756 | 2005 UM522             | 27 d'octubre de 2005   | Apache Point         | A. C. Becker      |
| 368757 | 2005 VW2               | 3 de novembre de 2005  | Catalina             | CSS               |
| 368758 | 2005 VK6               | 6 de novembre de 2005  | Kitt Peak            | Spacewatch        |
| 368759 | 2005 VF49              | 1 de novembre de 2005  | Anderson Mesa        | LONEOS            |
| 368760 | 2005 VB66              | 29 d'octubre de 2005   | Mount Lemmon         | Mt. Lemmon Survey |
| 368761 | 2005 VB74              | 1 de novembre de 2005  | Mount Lemmon         | Mt. Lemmon Survey |
| 368762 | 2005 VW75              | 2 de novembre de 2005  | Mount Lemmon         | Mt. Lemmon Survey |
| 368763 | 2005 VP87              | 6 de novembre de 2005  | Kitt Peak            | Spacewatch        |
| 368764 | 2005 VC101             | 1 de novembre de 2005  | Kitt Peak            | Spacewatch        |
| 368765 | 2005 VV111             | 6 de novembre de 2005  | Mount Lemmon         | Mt. Lemmon Survey |
| 368766 | 2005 VC120             | 6 de novembre de 2005  | Mount Lemmon         | Mt. Lemmon Survey |
| 368767 | 2005 VX135             | 12 de novembre de 2005 | Kitt Peak            | Spacewatch        |
| 368768 | 2005 WA3               | 20 de novembre de 2005 | Palomar              | NEAT              |
| 368769 | 2005 WZ9               | 21 de novembre de 2005 | Kitt Peak            | Spacewatch        |
| 368770 | 2005 WS14              | 22 de novembre de 2005 | Kitt Peak            | Spacewatch        |
| 368771 | 2005 WC19              | 22 de novembre de 2005 | Junk Bond            | D. Healy          |
| 368772 | 2005 WW26              | 21 de novembre de 2005 | Kitt Peak            | Spacewatch        |
| 368773 | 2005 WZ29              | 21 de novembre de 2005 | Kitt Peak            | Spacewatch        |
| 368774 | 2005 WZ48              | 25 de novembre de 2005 | Kitt Peak            | Spacewatch        |
| 368775 | 2005 WF68              | 22 de novembre de 2005 | Kitt Peak            | Spacewatch        |
| 368776 | 2005 WT82              | 25 de novembre de 2005 | Mount Lemmon         | Mt. Lemmon Survey |
| 368777 | 2005 WJ105             | 29 de novembre de 2005 | Catalina             | CSS               |
| 368778 | 2005 WG113             | 25 de novembre de 2005 | Catalina             | CSS               |
| 368779 | 2005 WB121             | 30 de novembre de 2005 | Socorro              | LINEAR            |
| 368780 | 2005 WH149             | 28 de novembre de 2005 | Kitt Peak            | Spacewatch        |
| 368781 | 2005 WG157             | 25 de novembre de 2005 | Catalina             | CSS               |
| 368782 | 2005 WM166             | 29 de novembre de 2005 | Mount Lemmon         | Mt. Lemmon Survey |
| 368783 | 2005 WR174             | 30 de novembre de 2005 | Kitt Peak            | Spacewatch        |
| 368784 | 2005 WV179             | 21 de novembre de 2005 | Catalina             | CSS               |
| 368785 | 2005 WG189             | 30 de novembre de 2005 | Socorro              | LINEAR            |
| 368786 | 2005 WK196             | 30 de novembre de 2005 | Mount Lemmon         | Mt. Lemmon Survey |
| 368787 | 2005 XO2               | 1 de desembre de 2005  | Kitt Peak            | Spacewatch        |
| 368788 | 2005 XM3               | 1 de desembre de 2005  | Socorro              | LINEAR            |
| 368789 | 2005 XF8               | 7 de desembre de 2005  | Mayhill              | A. Lowe           |
| 368790 | 2005 XK8               | 7 de desembre de 2005  | Catalina             | CSS               |
| 368791 | 2005 XC40              | 5 de desembre de 2005  | Mount Lemmon         | Mt. Lemmon Survey |
| 368792 | 2005 XZ49              | 2 de desembre de 2005  | Kitt Peak            | Spacewatch        |
| 368793 | 2005 XL51              | 2 de desembre de 2005  | Kitt Peak            | Spacewatch        |
| 368794 | 2005 XW53              | 4 de desembre de 2005  | Kitt Peak            | Spacewatch        |
| 368795 | 2005 XJ78              | 1 de desembre de 2005  | Catalina             | CSS               |
| 368796 | 2005 XB80              | 2 de desembre de 2005  | Catalina             | CSS               |
| 368797 | 2005 YR17              | 23 de desembre de 2005 | Kitt Peak            | Spacewatch        |
| 368798 | 2005 YT36              | 25 de desembre de 2005 | Kitt Peak            | Spacewatch        |
| 368799 | 2005 YP37              | 21 de desembre de 2005 | Catalina             | CSS               |
| 368800 | 2005 YU41              | 22 de desembre de 2005 | Kitt Peak            | Spacewatch        |

## 368801-368900
| Nom    | Designació provisional | Data de descobriment   | Lloc de descobriment | Descobridor/s        |
| ------ | ---------------------- | ---------------------- | -------------------- | -------------------- |
| 368801 | 2005 YT62              | 24 de desembre de 2005 | Kitt Peak            | Spacewatch           |
| 368802 | 2005 YN71              | 6 de desembre de 2005  | Kitt Peak            | Spacewatch           |
| 368803 | 2005 YJ73              | 24 de desembre de 2005 | Kitt Peak            | Spacewatch           |
| 368804 | 2005 YC89              | 26 de desembre de 2005 | Kitt Peak            | Spacewatch           |
| 368805 | 2005 YV96              | 23 de desembre de 2005 | Catalina             | CSS                  |
| 368806 | 2005 YY98              | 28 de desembre de 2005 | Palomar              | NEAT                 |
| 368807 | 2005 YK117             | 25 de desembre de 2005 | Kitt Peak            | Spacewatch           |
| 368808 | 2005 YR118             | 26 de desembre de 2005 | Kitt Peak            | Spacewatch           |
| 368809 | 2005 YP134             | 26 de desembre de 2005 | Kitt Peak            | Spacewatch           |
| 368810 | 2005 YE181             | 22 de desembre de 2005 | Catalina             | CSS                  |
| 368811 | 2005 YK186             | 29 de desembre de 2005 | Catalina             | CSS                  |
| 368812 | 2006 AA11              | 4 de gener de 2006     | Catalina             | CSS                  |
| 368813 | 2006 AM20              | 5 de gener de 2006     | Catalina             | CSS                  |
| 368814 | 2006 AZ65              | 8 de gener de 2006     | Mount Lemmon         | Mt. Lemmon Survey    |
| 368815 | 2006 AF79              | 6 de gener de 2006     | Kitt Peak            | Spacewatch           |
| 368816 | 2006 AP92              | 7 de gener de 2006     | Mount Lemmon         | Mt. Lemmon Survey    |
| 368817 | 2006 AP104             | 5 de gener de 2006     | Mount Lemmon         | Mt. Lemmon Survey    |
| 368818 | 2006 BK12              | 21 de gener de 2006    | Palomar              | NEAT                 |
| 368819 | 2006 BG19              | 28 de desembre de 2005 | Kitt Peak            | Spacewatch           |
| 368820 | 2006 BH44              | 23 de gener de 2006    | Kitt Peak            | Spacewatch           |
| 368821 | 2006 BW52              | 25 de gener de 2006    | Kitt Peak            | Spacewatch           |
| 368822 | 2006 BS94              | 8 de gener de 2006     | Mount Lemmon         | Mt. Lemmon Survey    |
| 368823 | 2006 BD108             | 25 de gener de 2006    | Kitt Peak            | Spacewatch           |
| 368824 | 2006 BS147             | 31 de gener de 2006    | Catalina             | CSS                  |
| 368825 | 2006 BD211             | 31 de gener de 2006    | Kitt Peak            | Spacewatch           |
| 368826 | 2006 BC236             | 23 de gener de 2006    | Kitt Peak            | Spacewatch           |
| 368827 | 2006 CD11              | 1 de febrer de 2006    | Kitt Peak            | Spacewatch           |
| 368828 | 2006 CT17              | 23 de gener de 2006    | Kitt Peak            | Spacewatch           |
| 368829 | 2006 CT22              | 1 de febrer de 2006    | Mount Lemmon         | Mt. Lemmon Survey    |
| 368830 | 2006 CC36              | 2 de febrer de 2006    | Mount Lemmon         | Mt. Lemmon Survey    |
| 368831 | 2006 CD53              | 4 de febrer de 2006    | Kitt Peak            | Spacewatch           |
| 368832 | 2006 CH65              | 1 de febrer de 2006    | Mount Lemmon         | Mt. Lemmon Survey    |
| 368833 | 2006 DB13              | 22 de febrer de 2006   | Catalina             | CSS                  |
| 368834 | 2006 DQ21              | 26 de gener de 2006    | Mount Lemmon         | Mt. Lemmon Survey    |
| 368835 | 2006 DM30              | 20 de febrer de 2006   | Kitt Peak            | Spacewatch           |
| 368836 | 2006 DC61              | 24 de febrer de 2006   | Kitt Peak            | Spacewatch           |
| 368837 | 2006 DZ71              | 21 de febrer de 2006   | Mount Lemmon         | Mt. Lemmon Survey    |
| 368838 | 2006 DQ90              | 24 de febrer de 2006   | Kitt Peak            | Spacewatch           |
| 368839 | 2006 DP111             | 27 de febrer de 2006   | Mount Lemmon         | Mt. Lemmon Survey    |
| 368840 | 2006 DP134             | 25 de febrer de 2006   | Kitt Peak            | Spacewatch           |
| 368841 | 2006 DZ151             | 25 de febrer de 2006   | Kitt Peak            | Spacewatch           |
| 368842 | 2006 DJ200             | 24 de febrer de 2006   | Palomar              | NEAT                 |
| 368843 | 2006 EB8               | 20 de febrer de 2006   | Kitt Peak            | Spacewatch           |
| 368844 | 2006 EP12              | 2 de març de 2006      | Kitt Peak            | Spacewatch           |
| 368845 | 2006 EM16              | 2 de març de 2006      | Kitt Peak            | Spacewatch           |
| 368846 | 2006 EM19              | 2 de març de 2006      | Kitt Peak            | Spacewatch           |
| 368847 | 2006 EW55              | 5 de març de 2006      | Kitt Peak            | Spacewatch           |
| 368848 | 2006 EF60              | 5 de març de 2006      | Kitt Peak            | Spacewatch           |
| 368849 | 2006 EQ63              | 5 de març de 2006      | Kitt Peak            | Spacewatch           |
| 368850 | 2006 FN18              | 23 de març de 2006     | Kitt Peak            | Spacewatch           |
| 368851 | 2006 FN21              | 24 de març de 2006     | Mount Lemmon         | Mt. Lemmon Survey    |
| 368852 | 2006 GG19              | 2 d'abril de 2006      | Kitt Peak            | Spacewatch           |
| 368853 | 2006 HU75              | 25 d'abril de 2006     | Kitt Peak            | Spacewatch           |
| 368854 | 2006 HP94              | 30 d'abril de 2006     | Kitt Peak            | Spacewatch           |
| 368855 | 2006 HG102             | 30 d'abril de 2006     | Kitt Peak            | Spacewatch           |
| 368856 | 2006 HG119             | 30 d'abril de 2006     | Kitt Peak            | Spacewatch           |
| 368857 | 2006 HH134             | 26 d'abril de 2006     | Cerro Tololo         | M. W. Buie           |
| 368858 | 2006 JB2               | 1 de maig de 2006      | Socorro              | LINEAR               |
| 368859 | 2006 JX39              | 6 de maig de 2006      | Mount Lemmon         | Mt. Lemmon Survey    |
| 368860 | 2006 JO49              | 1 de maig de 2006      | Kitt Peak            | Spacewatch           |
| 368861 | 2006 OL4               | 21 de juliol de 2006   | Mount Lemmon         | Mt. Lemmon Survey    |
| 368862 | 2006 OL13              | 21 de juliol de 2006   | Catalina             | CSS                  |
| 368863 | 2006 PC23              | 12 d'agost de 2006     | Palomar              | NEAT                 |
| 368864 | 2006 PT31              | 14 d'agost de 2006     | Siding Spring        | Siding Spring Survey |
| 368865 | 2006 PG34              | 19 de juny de 2006     | Mount Lemmon         | Mt. Lemmon Survey    |
| 368866 | 2006 QL25              | 18 d'agost de 2006     | Kitt Peak            | Spacewatch           |
| 368867 | 2006 QU48              | 21 d'agost de 2006     | Palomar              | NEAT                 |
| 368868 | 2006 QD82              | 24 d'agost de 2006     | Palomar              | NEAT                 |
| 368869 | 2006 QZ104             | 28 d'agost de 2006     | Catalina             | CSS                  |
| 368870 | 2006 QC105             | 28 d'agost de 2006     | Catalina             | CSS                  |
| 368871 | 2006 QB112             | 22 d'agost de 2006     | Palomar              | NEAT                 |
| 368872 | 2006 QE128             | 17 d'agost de 2006     | Palomar              | NEAT                 |
| 368873 | 2006 QN131             | 22 d'agost de 2006     | Palomar              | NEAT                 |
| 368874 | 2006 QG161             | 19 d'agost de 2006     | Kitt Peak            | Spacewatch           |
| 368875 | 2006 QA185             | 19 d'agost de 2006     | Kitt Peak            | Spacewatch           |
| 368876 | 2006 RZ8               | 27 d'agost de 2006     | Kitt Peak            | Spacewatch           |
| 368877 | 2006 RL15              | 14 de setembre de 2006 | Palomar              | NEAT                 |
| 368878 | 2006 RS18              | 14 de setembre de 2006 | Palomar              | NEAT                 |
| 368879 | 2006 RU86              | 15 de setembre de 2006 | Kitt Peak            | Spacewatch           |
| 368880 | 2006 RC88              | 15 de setembre de 2006 | Kitt Peak            | Spacewatch           |
| 368881 | 2006 SL                | 17 de setembre de 2006 | Mayhill              | A. Lowe              |
| 368882 | 2006 SU20              | 20 d'agost de 2006     | Palomar              | NEAT                 |
| 368883 | 2006 SO32              | 17 de setembre de 2006 | Kitt Peak            | Spacewatch           |
| 368884 | 2006 SL55              | 18 de setembre de 2006 | Catalina             | CSS                  |
| 368885 | 2006 SM55              | 18 de setembre de 2006 | Catalina             | CSS                  |
| 368886 | 2006 SY56              | 20 de setembre de 2006 | Catalina             | CSS                  |
| 368887 | 2006 SL71              | 19 de setembre de 2006 | Kitt Peak            | Spacewatch           |
| 368888 | 2006 SH90              | 18 de setembre de 2006 | Kitt Peak            | Spacewatch           |
| 368889 | 2006 SF91              | 18 de setembre de 2006 | Kitt Peak            | Spacewatch           |
| 368890 | 2006 SY98              | 18 de setembre de 2006 | Kitt Peak            | Spacewatch           |
| 368891 | 2006 SS107             | 19 de setembre de 2006 | Anderson Mesa        | LONEOS               |
| 368892 | 2006 SU117             | 15 de setembre de 2006 | Kitt Peak            | Spacewatch           |
| 368893 | 2006 SY132             | 16 de setembre de 2006 | Catalina             | CSS                  |
| 368894 | 2006 SY165             | 25 de setembre de 2006 | Kitt Peak            | Spacewatch           |
| 368895 | 2006 SN193             | 26 de setembre de 2006 | Catalina             | CSS                  |
| 368896 | 2006 SN211             | 26 de setembre de 2006 | Catalina             | CSS                  |
| 368897 | 2006 SX218             | 26 de setembre de 2006 | Goodricke-Pigott     | R. A. Tucker         |
| 368898 | 2006 SS253             | 26 de setembre de 2006 | Mount Lemmon         | Mt. Lemmon Survey    |
| 368899 | 2006 SJ257             | 26 de setembre de 2006 | Kitt Peak            | Spacewatch           |
| 368900 | 2006 SL257             | 26 de setembre de 2006 | Kitt Peak            | Spacewatch           |

## 368901-369000
| Nom    | Designació provisional | Data de descobriment   | Lloc de descobriment | Descobridor/s        |
| ------ | ---------------------- | ---------------------- | -------------------- | -------------------- |
| 368901 | 2006 SS327             | 19 de setembre de 2006 | Kitt Peak            | Spacewatch           |
| 368902 | 2006 SU342             | 28 de setembre de 2006 | Kitt Peak            | Spacewatch           |
| 368903 | 2006 SW356             | 30 de setembre de 2006 | Catalina             | CSS                  |
| 368904 | 2006 TT1               | 17 de setembre de 2006 | Kitt Peak            | Spacewatch           |
| 368905 | 2006 TY21              | 11 d'octubre de 2006   | Kitt Peak            | Spacewatch           |
| 368906 | 2006 TE26              | 12 d'octubre de 2006   | Kitt Peak            | Spacewatch           |
| 368907 | 2006 TM36              | 20 d'agost de 1995     | Kitt Peak            | Spacewatch           |
| 368908 | 2006 TB37              | 12 d'octubre de 2006   | Kitt Peak            | Spacewatch           |
| 368909 | 2006 TA65              | 11 d'octubre de 2006   | Kitt Peak            | Spacewatch           |
| 368910 | 2006 TG68              | 11 d'octubre de 2006   | Palomar              | NEAT                 |
| 368911 | 2006 TL79              | 12 d'octubre de 2006   | Palomar              | NEAT                 |
| 368912 | 2006 TR86              | 13 d'octubre de 2006   | Kitt Peak            | Spacewatch           |
| 368913 | 2006 TG104             | 15 d'octubre de 2006   | Kitt Peak            | Spacewatch           |
| 368914 | 2006 UA34              | 16 d'octubre de 2006   | Kitt Peak            | Spacewatch           |
| 368915 | 2006 UV47              | 17 d'octubre de 2006   | Kitt Peak            | Spacewatch           |
| 368916 | 2006 UL66              | 16 d'octubre de 2006   | Kitt Peak            | Spacewatch           |
| 368917 | 2006 UX77              | 17 d'octubre de 2006   | Kitt Peak            | Spacewatch           |
| 368918 | 2006 UN87              | 17 d'octubre de 2006   | Mount Lemmon         | Mt. Lemmon Survey    |
| 368919 | 2006 UU110             | 19 d'octubre de 2006   | Kitt Peak            | Spacewatch           |
| 368920 | 2006 UT142             | 4 d'octubre de 2006    | Mount Lemmon         | Mt. Lemmon Survey    |
| 368921 | 2006 UM188             | 17 de setembre de 2006 | Catalina             | CSS                  |
| 368922 | 2006 UC194             | 20 d'octubre de 2006   | Kitt Peak            | Spacewatch           |
| 368923 | 2006 UU265             | 27 d'octubre de 2006   | Catalina             | CSS                  |
| 368924 | 2006 UE286             | 28 d'octubre de 2006   | Kitt Peak            | Spacewatch           |
| 368925 | 2006 UU323             | 25 de setembre de 2006 | Kitt Peak            | Spacewatch           |
| 368926 | 2006 UF329             | 21 d'octubre de 2006   | Lulin                | H.-C. Lin, Q.-z. Ye  |
| 368927 | 2006 VK8               | 11 de novembre de 2006 | Kitt Peak            | Spacewatch           |
| 368928 | 2006 VG36              | 16 d'octubre de 2006   | Catalina             | CSS                  |
| 368929 | 2006 VC42              | 22 d'octubre de 2006   | Mount Lemmon         | Mt. Lemmon Survey    |
| 368930 | 2006 VS43              | 28 d'agost de 1995     | La Silla             | C.-I. Lagerkvist     |
| 368931 | 2006 VS46              | 9 de novembre de 2006  | Kitt Peak            | Spacewatch           |
| 368932 | 2006 VN53              | 20 d'octubre de 2006   | Mount Lemmon         | Mt. Lemmon Survey    |
| 368933 | 2006 VU69              | 11 de novembre de 2006 | Kitt Peak            | Spacewatch           |
| 368934 | 2006 VY99              | 28 de setembre de 2006 | Mount Lemmon         | Mt. Lemmon Survey    |
| 368935 | 2006 VM123             | 14 de novembre de 2006 | Kitt Peak            | Spacewatch           |
| 368936 | 2006 VZ138             | 15 de novembre de 2006 | Mount Lemmon         | Mt. Lemmon Survey    |
| 368937 | 2006 VA154             | 8 de novembre de 2006  | Palomar              | NEAT                 |
| 368938 | 2006 WF4               | 18 de novembre de 2006 | Kitt Peak            | Spacewatch           |
| 368939 | 2006 WS107             | 19 de setembre de 2006 | Catalina             | CSS                  |
| 368940 | 2006 WW107             | 13 d'agost de 2002     | Palomar              | NEAT                 |
| 368941 | 2006 WA116             | 20 de novembre de 2006 | Kitt Peak            | Spacewatch           |
| 368942 | 2006 WR133             | 18 de novembre de 2006 | Mount Lemmon         | Mt. Lemmon Survey    |
| 368943 | 2006 WH149             | 20 de novembre de 2006 | Kitt Peak            | Spacewatch           |
| 368944 | 2006 WV166             | 23 de novembre de 2006 | Kitt Peak            | Spacewatch           |
| 368945 | 2006 WP197             | 27 de novembre de 2006 | Mount Lemmon         | Mt. Lemmon Survey    |
| 368946 | 2006 XM8               | 9 de desembre de 2006  | Palomar              | NEAT                 |
| 368947 | 2006 XD60              | 14 de desembre de 2006 | Kitt Peak            | Spacewatch           |
| 368948 | 2006 XC72              | 14 de desembre de 2006 | Kitt Peak            | Spacewatch           |
| 368949 | 2006 YN                | 16 de desembre de 2006 | Palomar              | NEAT                 |
| 368950 | 2006 YL3               | 16 de desembre de 2006 | Kitt Peak            | Spacewatch           |
| 368951 | 2006 YM41              | 22 de desembre de 2006 | Socorro              | LINEAR               |
| 368952 | 2007 AZ                | 8 de gener de 2007     | Mount Lemmon         | Mt. Lemmon Survey    |
| 368953 | 2007 AL18              | 9 de gener de 2007     | Catalina             | CSS                  |
| 368954 | 2007 AF19              | 15 de gener de 2007    | Catalina             | CSS                  |
| 368955 | 2007 AH25              | 15 de gener de 2007    | Catalina             | CSS                  |
| 368956 | 2007 BC1               | 16 de gener de 2007    | Socorro              | LINEAR               |
| 368957 | 2007 BR3               | 16 de gener de 2007    | Socorro              | LINEAR               |
| 368958 | 2007 BV3               | 16 de gener de 2007    | Mount Lemmon         | Mt. Lemmon Survey    |
| 368959 | 2007 BY4               | 17 de gener de 2007    | Palomar              | NEAT                 |
| 368960 | 2007 BE29              | 24 de gener de 2007    | Nyukasa              | Nyukasa              |
| 368961 | 2007 BA43              | 9 de gener de 2007     | Mount Lemmon         | Mt. Lemmon Survey    |
| 368962 | 2007 BZ43              | 24 de desembre de 2006 | Catalina             | CSS                  |
| 368963 | 2007 BG44              | 24 de gener de 2007    | Catalina             | CSS                  |
| 368964 | 2007 BY68              | 27 de gener de 2007    | Mount Lemmon         | Mt. Lemmon Survey    |
| 368965 | 2007 BB73              | 27 de gener de 2007    | Siding Spring        | Siding Spring Survey |
| 368966 | 2007 BW100             | 27 de gener de 2007    | Kitt Peak            | Spacewatch           |
| 368967 | 2007 BX101             | 25 de gener de 2007    | Catalina             | CSS                  |
| 368968 | 2007 CO                | 5 de febrer de 2007    | Palomar              | NEAT                 |
| 368969 | 2007 CB5               | 6 de febrer de 2007    | Mount Lemmon         | Mt. Lemmon Survey    |
| 368970 | 2007 CX7               | 26 de desembre de 2006 | Kitt Peak            | Spacewatch           |
| 368971 | 2007 CW21              | 1 de novembre de 2006  | Mount Lemmon         | Mt. Lemmon Survey    |
| 368972 | 2007 CL29              | 6 de febrer de 2007    | Mount Lemmon         | Mt. Lemmon Survey    |
| 368973 | 2007 CA46              | 8 de febrer de 2007    | Palomar              | NEAT                 |
| 368974 | 2007 CF60              | 10 de febrer de 2007   | Catalina             | CSS                  |
| 368975 | 2007 CC62              | 25 de gener de 2007    | Catalina             | CSS                  |
| 368976 | 2007 DT20              | 17 de febrer de 2007   | Kitt Peak            | Spacewatch           |
| 368977 | 2007 EL7               | 9 de març de 2007      | Mount Lemmon         | Mt. Lemmon Survey    |
| 368978 | 2007 EZ34              | 10 de febrer de 2007   | Catalina             | CSS                  |
| 368979 | 2007 EQ52              | 11 de març de 2007     | Catalina             | CSS                  |
| 368980 | 2007 EY64              | 10 de març de 2007     | Kitt Peak            | Spacewatch           |
| 368981 | 2007 EK83              | 26 de febrer de 2007   | Mount Lemmon         | Mt. Lemmon Survey    |
| 368982 | 2007 EV87              | 14 de març de 2007     | Catalina             | CSS                  |
| 368983 | 2007 EA89              | 9 de març de 2007      | Kitt Peak            | Spacewatch           |
| 368984 | 2007 EX127             | 9 de març de 2007      | Mount Lemmon         | Mt. Lemmon Survey    |
| 368985 | 2007 ER135             | 10 de març de 2007     | Mount Lemmon         | Mt. Lemmon Survey    |
| 368986 | 2007 EB147             | 28 de maig de 2003     | Kitt Peak            | Spacewatch           |
| 368987 | 2007 EN153             | 12 de març de 2007     | Mount Lemmon         | Mt. Lemmon Survey    |
| 368988 | 2007 EB159             | 14 de març de 2007     | Mount Lemmon         | Mt. Lemmon Survey    |
| 368989 | 2007 EC169             | 13 de març de 2007     | Kitt Peak            | Spacewatch           |
| 368990 | 2007 EA170             | 16 de febrer de 2007   | Mount Lemmon         | Mt. Lemmon Survey    |
| 368991 | 2007 EY173             | 14 de març de 2007     | Kitt Peak            | Spacewatch           |
| 368992 | 2007 EE223             | 12 de març de 2007     | Kitt Peak            | Spacewatch           |
| 368993 | 2007 FR2               | 21 de febrer de 2007   | Socorro              | LINEAR               |
| 368994 | 2007 FC7               | 16 de març de 2007     | Mount Lemmon         | Mt. Lemmon Survey    |
| 368995 | 2007 FN15              | 18 de març de 2007     | Kitt Peak            | Spacewatch           |
| 368996 | 2007 FR15              | 19 de març de 2007     | Anderson Mesa        | LONEOS               |
| 368997 | 2007 FG26              | 20 de març de 2007     | Mount Lemmon         | Mt. Lemmon Survey    |
| 368998 | 2007 GB5               | 7 d'abril de 2007      | Bergisch Gladbac     | W. Bickel            |
| 368999 | 2007 GF42              | 14 d'abril de 2007     | Kitt Peak            | Spacewatch           |
| 369000 | 2007 GT75              | 15 d'abril de 2007     | Kitt Peak            | Spacewatch           |